# تاريخ فرنسا
تشيرأدوات حجرية إلى أن الإنسان كان موجودا في وقت مبكر في فرنسا ما لا يقل عن 1570000 سنة مضت. أول البشر حديثة ظهرت في منطقة 40000 سنة مضت. السجلات أول من كتب عن تاريخ فرنسا تظهر في العصر الحديدي. ما هو الآن في فرنسا يشكلون الجزء الأكبر من المنطقة المعروفة لدى الرومان وبلاد الغال. وأشار الكتاب الروماني وجود ثلاث مجموعات العرقية واللغوية الرئيسية في المنطقة: الاغريق، Aquitani، وBelgae و. وكان الإغريق، أكبر مجموعة وأفضل يشهد، وهو يتحدث الناس سلتيك ما يعرف في لغة الغالي.
على مدى الألف الأول قبل الميلاد الإغريق والرومان والقرطاجيين المستعمرات المقامة على ساحل البحر الأبيض المتوسط والجزر البحرية. ضمت جمهورية جنوب بلاد الغال الرومانية كما محافظة Narbonensis غليا في أواخر القرن الثامن قبل الميلاد 2، والقوات الرومانية بقيادة يوليوس قيصر غزا ما تبقى من بلاد الغال في حروب الغال من 58-51 ق. برزت بعد ذلك ثقافة جالو الرومانية وتتكامل في ما بينها على نحو متزايد فرنسي في الامبراطورية الرومانية.
في مراحل لاحقة من الإمبراطورية الرومانية، وكان فرنسي تخضع لغارات البرابرة، والهجرة، والأهم من ذلك من قبل الفرنجة الجرمانية. والفرنجة الملك كلوفيس أنا المتحدة أكثر من فرنسي في ظل حكمه في نهاية القرن 5 مساء، الأمر الذي يمهد الطريق للهيمنة الفرنجة في المنطقة منذ مئات السنين. وصلت قوة الفرنجة أقصى حد ممكن في ظل شارلمان. ظهرت في العصور الوسطى من مملكة فرنسا للخروج من الجزء الغربي من الإمبراطورية الكارولنجية شارلمان، والمعروفة باسم فرانسيا الغرب، وحققت أهمية متزايدة في ظل حكم بيت كابيت، التي أسسها هيو كابيت في 987.
أدت أزمة خلافة بعد وفاة العاهل كابيتيون مشاركة في 1337 إلى سلسلة من الصراعات والمعروفة باسم حرب المائة عام "بين البيت من فالوا وبيت بلنتجنت. انتهت الحرب بانتصار فالوا في 1453، وترسيخ سلطة النظام القديم كما ملكية مطلقة مركزية إلى حد كبير. خلال القرون المقبلة، شهدت فرنسا في عصر النهضة والإصلاح البروتستانتي، فضلا عن الصراعات الدينية والحروب المتكررة مع القوى الأخرى. وأنشئت لازدهار الامبراطورية الاستعمارية في جميع أنحاء العالم ابتداء من القرن 16.
في أواخر القرن 18th الإطاحة بنظام الحكم الملكي والمؤسسات المرتبطة بها في الثورة الفرنسية، التي غيرت إلى الأبد تاريخ فرنسا والعالم. وكان حكم البلاد لفترة باعتبارها جمهورية، حتى أعلنت الإمبراطورية الفرنسية من قبل نابليون بونابرت. في أعقاب هزيمة نابليون في فرنسا الحروب النابليونية مرت عدة تغييرات نظام آخر، يجري حكمت على النحو الملكي، ثم لفترة قصيرة في الجمهورية الثانية، وبعد ذلك باعتبارها الإمبراطورية الثانية، حتى تم إنشاء أكثر دائم الجمهورية الثالثة الفرنسية في عام 1870.
وكانت فرنسا واحدة من القوى الحلف الثلاثي في الحرب العالمية الأولى، والقتال جنبا إلى جنب مع المملكة المتحدة، وروسيا، وحلفائها ضد دول المحور. وكانت واحدة من دول الحلفاء في الحرب العالمية الثانية، ولكن غزاها ألمانيا النازية في غضون شهرين. تم تفكيك الجمهورية الثالثة، وكانت تسيطر على غالبية البلاد مباشرة من قبل دول المحور، في حين تمت السيطرة على الجنوب من قبل حكومة فيشي. بعد التحرير، وقد تم تأسيسها في الجمهورية الرابعة.
وقد نجح هذا في عام 1958 من قبل الجمهورية الخامسة الفرنسية، والحكومة الحالية للبلاد. بعد الحرب شهدت تصفية الاستعمار معظم الإمبراطورية الاستعمارية الفرنسية تصبح مستقلة، في حين تم دمج أجزاء أخرى إلى الدولة الفرنسية من الإدارات وراء البحار والجماعات. منذ كانت الحرب العالمية الثانية فرنسا وهو عضو بارز في الأمم المتحدة، والاتحاد الأوروبي ومنظمة حلف شمال الأطلسي، والتي ما زالت قوية الاقتصادية والتأثير الثقافي والعسكرية والسياسية في القرن 21.

## أصل التسمية
اسم "فرنسا" في حد ذاته يأتي من فرانسيا اللاتينية، التي تعني حرفيا "أرض الفرنجة"، أو "دولة الفرنجة وهناك نظريات مختلفة حول أصل اسم فرانكس. واحد هو أنه مشتق من كلمة frankon بروتو الجرمانية التي تترجم إلى رمي الرمح أو انس كما هو معروف الفأس رمي الفرنجة كما فرانسيسكا. آخر لغة المقترح هو أنه في اللغة الجرمانية القديمة، وفرانك وسائل الحرة باعتبارها بدلا من الرقيق. هذا الاستخدام لا يزال قائما في اسم العملة الوطنية قبل اعتماد اليورو والفرنك.
ومع ذلك، فمن الممكن أيضا أن تكون الكلمة مشتقة من اسم العرقي لفرانكس، لأنه كما الطبقة قهر فقط فرانكس كان مركز أحرار. في ألمانيا (وغيرها من اللغات الجرمانية، مثل اللغات الإسكندنافية والهولندية)، ودعت فرنسا لا تزال «عالم الفرنجة» (Frankreich، Frankrike، Frankrige). من أجل التمييز عن الإمبراطورية الفرنجة شارلمان، ويسمى الحديث Frankreich فرنسا باللغة الألمانية، في حين يتم استدعاء عالم Frankenreich الفرنجة. في بعض اللغات، مثل اليونانية

## ما قبل التاريخ

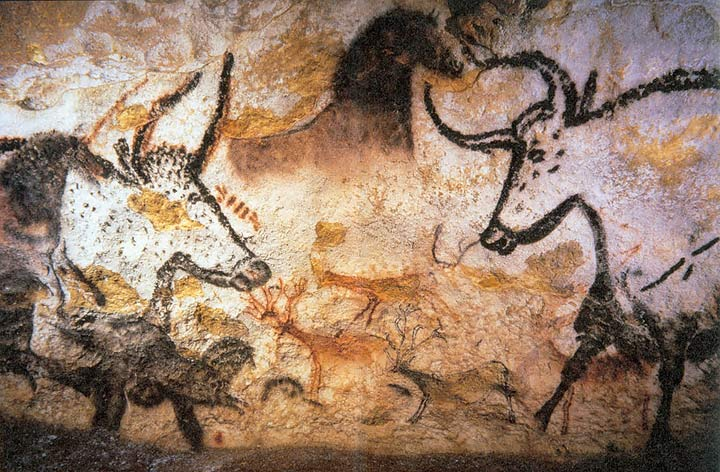
اللوحة في كهف اسكو

الأدوات الحجرية التي اكتشفت في ليزاينا-LA-Cébe في عام 2009 تشير إلى أن الأنسان في وقت مبكر كان موجودا في فرنسا ما لا يقل عن 1570000 سنة مضت.
وكان الإنسان البدائي الحالي في أوروبا من حوالي 200,000 قبل الميلاد، ولكن توفي بها حوالي 30,000 سنة مضت، وربما خارج تنافس بها الإنسان الحديث خلال فترة من الطقس البارد. دخلت أوروبا من قبل 43000 سنة مضت (العصر الحجري القديم الأعلى). لوحات كهف لاسكو وGargas (Gargas في جبال البرانس، أوتس)، فضلا عن الحجارة كارناك هي ما تبقى من عصور ما قبل التاريخ المحلي - في أقرب وقت الإنسان الحديث - الإنسان العاقل. النشاط.

## التاريخ القديم

### الإغريق

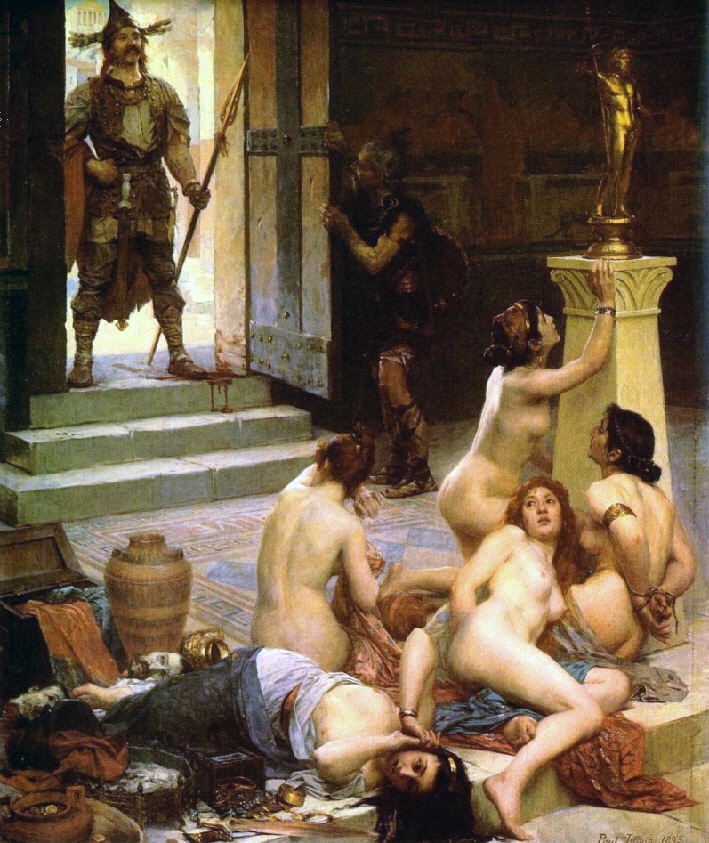
(القرن 4 قبل الميلاد) و معركة كيس من روما كما يتصور في القرن 19

قبل وقت طويل من أي المستوطنات الرومانية، واستقر الملاحين اليونانية في ما سيصبح بروفانس. وPhoceans تأسست المدن الهامة مثل مسليا (مرسيليا) ونيكايا (نيس)، وتقديمهم في الصراع مع الكلت والليغوريين المجاورة. بعض الملاحين كبيرة Phocean، مثل Pytheas، ولدوا في مرسيليا. الكلت أنفسهم في كثير من الأحيان حارب مع Aquitanians والألمان، وفرقة الحرب الغالي بقيادة Brennus غزت روما ج. 393 أو 388 قبل الميلاد بعد معركة Allia.
ومع ذلك، فإن المجتمع القبلي من الإغريق لم تتغير بالسرعة الكافية لمركزية الدولة الرومانية، الذي من شأنه أن تعلم لمواجهتها. كانت الاحلاف القبلية الغالي ثم هزم من قبل الرومان في معارك مثل Sentinum وتيلامون خلال القرن 3 ق. في أوائل القرن 3 قبل الميلاد، غزا Belgae الأراضي المحيطة السوم في شمال بلاد الغال بعد معركة يفترض ضد Armoricani بالقرب Ribemont سور Ancre وجورني سور Aronde، حيث تم العثور على المقدسات.
عندما خاض القائد القرطاجي حنبعل برشلونة الرومان، قام بتجنيد العديد من المرتزقة الذين قاتلوا الغالي على جنبه في كاناي. كان لهذه المشاركة الغالي الذي تسبب بروفانس لضمها في 122 قبل الميلاد من قبل الجمهورية الرومانية [بحاجة لمصدر] وفي وقت لاحق، وقنصل فرنسي - يوليوس قيصر - غزا كل بلاد الغال. على الرغم من المعارضة الغالي بقيادة Vercingetorix، وOverking من ووريورز، استسلمت الإغريق إلى الرومان الهجوم. كان الإغريق بعض النجاح في البداية في Gergovia، ولكنهم هزموا في نهاية المطاف في أليسيا في 52 قبل الميلاد. الرومان تأسست المدن مثل وغدونوم (ليون)، نربوننسس (ناربون) والسماح في المراسلات بين لوسيوس Munatius Plancus وشيشرون إلى إضفاء الطابع الرسمي على وجود Cularo (غرونوبل).

### الرومان الإغريق

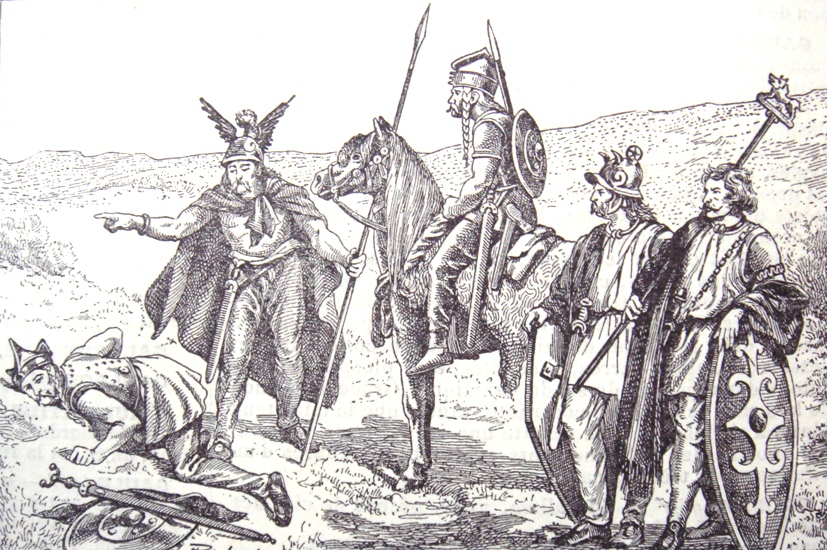
الجنود الغالي

قسمت الغال إلى عدة محافظات مختلفة، واستبعد الرومان السكان المشردين لمنع الهويات المحلية من أن تصبح تهديدا لسيطرة الرومان. وبالتالي، نزح العديد من الكلتيين في أكويتينيا أو تم استعبادهم ونقلوا من بلاد الغال. كما كان هناك تطور قوي في ثقافة بلاد الغال تحت الإمبراطورية الرومانية، والأكثر وضوحا هو استبدال اللغة اللاتينية الغالية بواسطة اللاتينية السوقية. حيث قيل أن أوجه التشابه بين اللغات الغالية واللغات اللاتينية يفضل الانتقال. وبقيت تحت سيطرة الإغريق الرومان لعدة قرون، وبعد ذلك تم استبدال ثقافة الكلتيين تدريجيا إلى ثقافة الغالية الرومانية.
والهجرة من الكلت ظهرت في القرن 4 في أمريكا. وقاد من قبل الملك الأسطوري كونان Meriadoc وجاء من بريطانيا. كانوا يتحدثون اللغة البريطانية انقرضت الآن، والتي تطورت إلى لغات بريتون، كورنيش، ويلز.
واندمج الغاليين في الأمبراطورية الرومانية بمرور الوقت، فعلى سبيل المثال فإن القواد العسكريين ماركوس أنطونيوس بريموس ونيياس جولياس أغريقولا قد ولدا في بلاد الغال وكذلك الأباطرة الرومانيين كلوديوس وكاركالا، كذلك الأمبراطور الروماني أنطونيوس بيوس كان من أسرة غالية، وفي السنوات التي تلت وقوع الأمبراطور الروماني فاليريان أسيرا في يد الفرس قام الأمبراطور الغالي بوستموس Postumus بتأسيس أمبراطورية غالية قصيرة الأجل عام 260 م وقد شملت شبة الجزيرة الأيبيرية وبريطانيا بالإضافة إلى الغال نفسها وقد تم ذكر أن هناك أوجه تشابه بين اللغات الغالية واللغات اللاتينية بفضل الانتقال، وظلت بلاد الغال لعدة عقود تحت السيطرة الرومانية كما تم استبدال الثقافة الكلتية تدريجيا بالثقافة الغالية الرومانية
والهجرة من الكلتيين ظهرت في القرن 4 الميلادي في أرموريكا (منطقة حاليا بين نهري السين واللوار) وقد تزعمهم ملك أسطوري جاء من بريطانيا يدعى كونان مريادوك وكان يتحدثون يتحدثون اللغة البريطانية انقرضت الآن، والتي تطورت إلى لغات بريتون، كورنيش، ويلز.
في 418م أعطيت محافظة أكويتنيا Aquitanian إلى القوط في مقابل دعمهم ضد المخربين. وكان هؤلاء القوط نفس أقال في وقت سابق روما في 410، وأنشأ عاصمة في تولوز.
عندما كانت الإمبراطورية الرومانية على وشك الانهيار. فقد تم التخلى عن أكويتنيا بالتأكيد إلى القوط الغربيين، الذين أخضعوا قريبا جزءا كبيرا من جنوب بلاد الغال وكذلك معظم شبه الجزيرة الايبيرية. وادعى البورجندين مملكتهم الخاصة، وكان الإغريق الشماليين قد تخلوا عمليا عن مملكة الفرنجة. جانبا من الشعوب الجرمانية، دخلت Vascones Waconia من جبال البرانس وشكلت ثلاث ممالك في البريتونيون.

## ممالك الفرنجة (486-987)
القوط المتقاعدين إلى توليدو في ما يمكن أن تصبح إسبانيا. جعل كلوفيس باريس عاصمة له وأنشأ ميروفنجيون لكن مملكته لا البقاء على قيد الحياة وفاته في عام 511 بموجب التقاليد الميراث الفرنجة، وجميع أبناء يرثون جزء من الأرض، لذلك ظهرت أربعة ممالك: تركزت على باريس، اورليان، سواسون، وريميس. مع مرور الوقت، كانت الحدود وأرقام من ممالك الفرنجة السوائل وتغييرها بشكل متكرر. أيضا خلال هذا الوقت، ورؤساء بلديات قصر، في الأصل كبير المستشارين لملوك، ستصبح السلطة الحقيقية في الأراضي الفرنجة؛ سينخفض ملوك Merovingian أنفسهم إلى أكثر قليلا من رموز. [8]
قبل هذا الوقت قد غزا الغزاة مسلم هسبانيا وتهدد الممالك الفرنجة. الدوق أودو الكبير هزم القوة الغازية الرئيسية في تولوز في 721 لكنه فشل في صد حزب مداهمة في 732. رئيس بلدية القصر، شارل مارتل، هزم أن مداهمة الحزب في معركة تور (على الرغم من أن المعركة وقعت بين جولات وبواتييه) وحصل على الاحترام والسلطة داخل المملكة الفرنجة. أنشأ قصير (ابن تشارلز مارتل) تولي التاج في 751 قبل بيبين سلالة الكارولنجية باسم ملوك الفرنجة.
وصلت قوة الكارولنجية أقصى حد في إطار ابنه بيبين وشارلمان. في 771، شمل شارلمان المجالات الفرنجة بعد فترة أخرى من الانقسام، في وقت لاحق قهر اللومبارد تحت ديسيديريوس في ما هو الآن شمال إيطاليا (774)، وتتضمن بافاريا (788) في مملكته، هزيمة الآفار من سهل الدانوب (796)، والنهوض الحدود مع أسبانيا الإسلامية جنوبا حتى برشلونة (801)، وإخضاع ساكسونيا السفلى بعد حملة طويلة (804).
تقديرا لنجاحاته ودعمه السياسي للبابوية، توج شارلمان إمبراطور الرومان، أو الإمبراطور الروماني في الغرب، من قبل البابا ليو الثالث في 800. ابنه شارلمان لويس الورع (الإمبراطور 814-840) أبقى إمبراطورية متحدة؛ ومع ذلك، فإن هذا الإمبراطورية الكارولنجية لا البقاء على قيد الحياة وفاة لويس الأول ل. اثنين من أبنائه - شارل الأصلع ولويس الألماني - بايع بعضهم البعض ضد أخيهم - وثر I - في خطاب القسم من ستراسبورغ، وقسمت الامبراطورية بين لويس ثلاثة أبناء (معاهدة فردان، 843). بعد لم شمل وجيزة مشاركة (884-887)، توقفت لقب الإمبراطوري الذي سيعقد في عالم الغربي، الذي كان لتشكيل أساس للمملكة الفرنسية في المستقبل. عالم الشرقي، التي من شأنها أن تصبح ألمانيا، تم انتخاب هنري الصياد من سلالة الساكسونية. [9]
تحت الكارولينجيون، دمر المملكة من قبل فايكنغ المغيرين. في هذا النضال ارتفعت بعض الشخصيات الهامة مثل عدد أودو من باريس وشقيقه روبرت الملك إلى الشهرة وأصبح الملوك. وكانت هذه الأسرة الناشئة، التي كانت تسمى Robertines أعضاء، وأسلافه من سلالة Capetian. بقيادة رولو، قد استقر الفايكنج بعض في نورماندي ومنحت الأرض، أول ما تهم وبعد ذلك الدوقات، من قبل الملك تشارلز البسيط، من أجل حماية الأرض من المغيرين الأخرى. الشعب التي انبثقت عن التفاعلات بين الأرستقراطية فايكنغ جديدة والفرنجة مختلطة بالفعل وجالو الرومان أصبح يعرف باسم النورمان. [10]

## المبكر الحديث فرنسا (1453-1789)

### حروب الفرنسية من الدين (1562-1598)
كيف دمرت الحروب المذهبية أوروبا؟!قالب:هاشم صالح
لكي أفهم ما يجري الآن في العالم العربي، فإنني مضطر للبحث عن سوابق تاريخية من أجل المقارنة. إذا لم نكن قادرين على إسعاف الناس عمليا فعلى الأقل لنساعدهم نظريا. كيف؟ عن طريق شرح ما يحصل لهم من فواجع وكوارث تنزل على رؤوسهم دون أن يدركوا أسبابها العميقة بالضرورة. سوف يحصل حتما «صراع التفاسير والتأويلات» بين المثقفين العرب، كما كان يقول الفيلسوف بول ريكور، وإن في سياق آخر. سوف يتنافسون على تفسير ما يحصل وسوف يزعم كل واحد منهم أن تفسيره هو الصحيح والبريء والناجع.
فوجئت مؤخرا بأن المؤرخ الفرنسي الشهير فرناند بروديل كان يخشى في نهاية حياته أن تعود الحرب المذهبية إلى فرنسا! ومعلوم أن الصراع الكاثوليكي - البروتستانتي أنهك البلاد والعباد على مدار قرنين على الأقل. وقد ترسخت الذكرى المرعبة لهذه الحرب الأهلية المدمرة إلى درجة أنها ذهبت مثلا. فعندما يختلف الساسة الفرنسيون الحاليون فيما بينهم ويحتدم النقاش جدا ويسخن فإنهم يقولون لبعضهم البعض: لا نريد أن نجعل من هذه القصة حربا مذهبية! بالطبع فإن بروديل كان يعرف أن فرنسا لن تعود إلى تلك الأيام السوداء، حيث كان الكاثوليكي يذبح البروتستانتي على الهوية أو العكس. كان يعرف أن فرنسا تجاوزت ذلك بعد أن قضى التنوير الفلسفي على العصبيات المذهبية والطائفية قضاء مبرما، بعد أن استنارت العقول.
لا لن تعود الأصولية الكاثوليكية إلى فرنسا ولا مجازر سانت بارتيليمي الشهيرة التي صفق لها بابا روما آنذاك غريغوري الثالث عشر واعتبرها بمثابة «انتصار الإيمان الصحيح على الكفر والزندقة»! ولكن يمكن أن يحصل الانشقاق على أسس أخرى غير دينية. بل وكاد يحصل طيلة الحرب الباردة بين المعسكر الشيوعي والمعسكر الرأسمالي. فالمثقفون كانوا آنذاك يلعنون بعضهم بعضا مثلما كان يفعل رجال الدين في القرون الوسطى. انظر الصراع الجهنمي بين سارتر وآرون مثلا.. ومعلوم أن الآيديولوجيات السياسية هي أديان العالم المعاصر. فالناس ينقسمون حولها ويتعصبون لها كما يتعصب المتدين لدينه. ثم تجاوزت فرنسا هذه الحرب الآيديولوجية مثلما تجاوزت الحرب الطائفية سابقا. ولكن ألم تدمر أوروبا طيلة حربين عالميتين بسبب الفاشية والنازية؟ ربما كان بروديل يخشى أن تندلع صراعات مستقبلية تشق الفرنسيين إلى قسمين متصارعين على أسس جديدة لا أحد يعرفها.
لكن لنعد إلى حرب الأديان والمذاهب. من المعلوم أن الأكثرية الكاثوليكية سحقت الأقلية البروتستانتية سحقا في القرن السابع عشر. المحرقة الأولى في التاريخ لم تكن محرقة الأرمن، وإنما محرقة البروتستانتيين الفرنسيين، والكاثوليكيين الإنجليز! الطائفية والطائفية المضادة. لقد شبعوا من بعضهم بعضا قبل أن يجلسوا على «طاولة التاريخ» لكي يؤسسوا الدولة المدنية الحديثة ومفهوم المواطنة والعقد الاجتماعي. أما كان من الأفضل أن يفعلوا ذلك قبل أن يذبحوا بعضهم بعضا؟ دون شك. ولكن الإنسان كما يقول هوبز، ذئب لأخيه الإنسان، ولن يكف عن ذبحه إلا إذا تفككت العصبيات الطائفية وظهر على أنقاضها وعي جديد.
لقد حفر اضطهاد البروتستانتيين في الذاكرة الجماعية الفرنسية جرحا عميقا لم يندمل إلا بصعوبة بالغة وبعد ثلاثمائة سنة! والدليل على ذلك كلام بروديل نفسه. أخشى ما كان يخشاه هو انقسام الفرنسيين على أنفسهم. وكذلك الأمر فيما يخص ديغول. فلولا قوة شخصيته ومقدرته على جمعهم حوله لانهارت فرنسا. كم هو عدد البروتستانتيين الذين قتلهم لويس الرابع عشر أو أجبرهم على ترك مذهبهم واعتناق مذهب الأغلبية؟ حتما مئات الألوف.
كم عدد الذين فروا من البلاد هائمين على وجوههم في الطرقات والدروب؟ ثلاثمائة ألف شخص بحسب تقديرات المؤرخين المعاصرين. ولم يشعر الملك الجبار بغلطته إلا بعد أن حصلت. ذلك أن معظم الهاربين كانوا من الكوادر العلمية والهندسية والطبقات البورجوازية المثقفة.
وهكذا خسرت فرنسا خبرات وطاقات كانت بأمس الحاجة إليها. ليس غريبا إذن أن تكون إنجلترا قد سبقتها إلى النهضة والتصنيع بعد هذه الكارثة. ينبغي العلم بأن البروتستانتيين الهاربين التجأوا إلى البلدان البروتستانتية المجاورة لكي تحن عليهم وتؤويهم. وقد قدموا لها كل خبراتهم وأسهموا في تنويرها وتطويرها. لقد لجأوا إلى برلين ولندن وجنيف وأمستردام، بل ووصلوا حتى إلى كندا. وعندما احتفلت فرنسا في اليونيسكو قبل سنوات معدودات بمرور ثلاثمائة سنة على اضطهاد البروتستانتيين راحت تعتذر عن هذه الجريمة النكراء التي ألحقتها بنفسها. راحت تخجل من هذه الصفحة السوداء لتاريخها وتعتذر عن هذا التدمير الذاتي للذات. وقد شاركت في الاحتفال شخصيات كندية من أصول بروتستانتية. وكم دهش الحاضرون عندما وجدوا أن الكثيرين منهم لم يغيروا أسماءهم الفرنسية حتى بعد مرور ثلاثة قرون على مغادرة أسلافهم لفرنسا!
ما أريد أن أقوله في نهاية هذا المقال هو أن شعوبنا العربية قد تتعرض لمثل ما حصل في هذه البلدان التي أصبحت الآن متقدمة جدا ولا أثر للتعصب الطائفي فيها. ولكن لنعد إلى الوراء قليلا لكي نفهم أين كانوا وأين أصبحوا. فالتقدم لم ينزل عليهم كهدية من السماء. وإنما دفعوا ثمنه عدا ونقدا. وهنا يكمن عزاؤنا الوحيد: التقدم ممكن في تاريخ البشرية. نعم التقدم ممكن، والهمجية الطائفية ليست قدرنا الوحيد! ولكن هل سننتظر ثلاثمائة سنة لكي نصل إلى ما وصلوا إليه من وحدة وطنية واستنارة عقلية وازدهار؟
أقول ذلك وفي القلب جرح. فإنه لشيء يحز في النفس أن يكون الشعب السوري قد أصبح مشردا بمئات الألوف على الطرقات والدروب وهو الشعب العزيز الأبي الذي لا يهان!

## الثورة ونابليون (1789-1815)
بعد اندلاع الثورة الفرنسية التي كان الفقر من أهم أسبابها في عام 1789، وكانت هذه الفترة فترة الاضطرابات السياسية والاجتماعية في فرنسا، التي انهار من خلالها النظام الملكى وتم اعلان الجمهورية في عام 1792، أعدم الملك لويس السادس عشر وزوجته ماري أنطوانيت في 1793 حيث تصعد روبسبير إلى السلطة وكون عهد الإرهاب الذي قتل في عهده ما يقارب 6 الاف شخص.
وفي عام 1799 وصل نابليون إلى سدة الحكم واصبح القنصل الأول في الجمهورية ولكن في عام 1804 أعلن نفسه إمبراطوراً على فرنسا وانهار هذا النظام بمساعدة الحلفاء أوروبا والإمبراطورية الروسية وذلك في عام 1814 وعين الملك لويس الثامن عشر أخو لويس السادس عشر ملك الفرنسين وبقيت ملكية آل بوربون حتى ثورة يوليو 1830 ووصل لويس فيليب الأول إلى سدة الحكم وهو من أقارب الملك لويس السادس عشر وعاش النظام حتى نهوض الثورة الجديدة 1848 واعلان الجمهورية الثانية والتي لم تستمر طويلا لأن نابليون الثالث سرعان ما أعلن نفسه إمبراطورا بعد ثلاث سنوات من رئيسا للجمهورية وهو ابن أخي نابليون الأول وعاشت حتى سقوطها اثناء الحرب الفرنسية البروسية (1870- 1876).
واعلان الجمهورية الثالثة التي تعتبر أطول نظام عاش في تاريخ فرنسا المعاصرة ما يقارب 70 سنة، ولم ينهار إلا بعد سقوط فرنسا في يد النازيين عام 1940 واعلان الحكومة الموالية لهم فيها.
وسقطت بعد أربع سنوات من سقوط باريس في أيدى الحلفاء ورجوع الحكومة فرنسا الحرة من لندن إلى باريس ووضع الدستور الجديد في 1946 وإعلان الجمهورية الرابعة والتي استمرت فترة قصيرة بسبب المشاكل السياسية وتميزت هذه المرحلة بنمو الأقتصاد الفرنسى بشكل سريع وتم اعلان الجمهورية الخامسة في عام 1958 ووصول شارل ديغول إلى سدة الحكم فيها إلى 1969 وتوفي بعد عام من ذلك، خسرت فرنسا في هذه المرحلة أغلب مستعمراتها خارج الوطن.

## القرن التاسع عشر لونغ، 1815-1914
العالم الخالدة على ما يبدو من الفلاحين الفرنسية تغيرت بسرعة 1870 حتي 1914. وقد كان الفلاحون الفرنسيون الفقراء وحتى المتخلفة السكك الحديدية والمدارس الجمهوري، والتجنيد العسكري العالمي تحديث الريفية فرنسا. كان على الحكومة المركزية في باريس بهدف إنشاء دولة قومية موحدة، لذلك يتطلب أن يتعلم جميع الطلاب الفرنسية موحدة. في عملية تزويره هوية وطنية جديدة.

### استعادة بوربون: 1814-1830
وتسمى هذه الفترة من الوقت بوربون ترميم واتسمت الصراعات بين الرجعية فائقة الملكيين، الذي أراد أن استعادة نظام ما قبل 1789 من الملكية المطلقة، والليبراليين، الذين يريدون تعزيز الملكية الدستورية. وكان لويس الثامن عشر الشقيق الأصغر لويس السادس عشر، وحكم 1814 حتي 1824. على أن يصبح ملكا، أصدر لويس دستور المعروفة باسم ميثاق التي حفظت الكثير من الحريات فاز خلال الثورة الفرنسية، وقدمت للبرلمان يتألف من دائرة انتخاب النواب وغرفة النبلاء أن تم ترشيحه من قبل الملك. ومع ذلك تم تقييد الحق في التصويت في الانتخابات إلى مجلس النواب للرجال أغنى فقط. وخلفه لويس بدوره من قبل الأخ الأصغر، تشارلز X، الذي حكم 1824 حتي 1830. يوم 12 يونيو 1830 Polignac، الملك تشارلز X وزيرا، استغل ضعف الجزائرية داي بغزو الجزائر وإنشاء الحكم الفرنسي في الجزائر. ومع ذلك، قد خبر سقوط الجزائر العاصمة وصلت بالكاد باريس عندما اندلعت ثورة جديدة وأسفر بسرعة في تغيير النظام.

### ملكية يوليو 1830-1848
كان احتجاجا على النظام الملكي المطلق في الهواء. والانتخابات النيابية إلى 16 مايو 1830 ذهب سيئة للغاية لX. الملك تشارلز. تشارلز X رد فعل من قبل proroguing مجلس النواب وإرسال كل منهم التعبئة، ومن ثم تغيير من جانب واحد في القوانين electional محاولة لخلق جديد تكميم أفواه مجلس النواب أكثر ملاءمة له، والصحافة. وأعرب عن معارضة الفور الملكية المطلقة في شوارع باريس كما قمعت النواب والصحفيين مكمم الفم، والطلاب من جامعة والعديد من الرجال الذين يعملون من باريس تدفقوا على الشوارع ونصبت الحواجز خلال «الايام الثلاثة المجيدة» (الفرنسية ليه تروا غلوريوز) من 26-29 يوليو 1830. أطيح تشارلز X والاستعاضة عنها الملك لويس فيليب في ما يعرف باسم ثورة يوليو. ويعتبر تقليديا ثورة يوليو باعتبارها ارتفاع البرجوازية ضد النظام الملكي المطلق من البوربون. وشارك في ثورة يوليو ماري جوزيف بول ايفيس روش جيلبرت دو Motier، الماركيز دي لافاييت. تعمل وراء الكواليس لصالح مصالح البرجوازية المالكة أدولف تيير كان لويس. كان THIERS على استعداد تام لرؤية التغييرات التي تم إجراؤها في الحكومة طالما لم يصب الممتلكات. أراد THIERS على «الطبقة الوسطى استيعاب» مع إدراك أن تصويت، ومن المفارقات، على الرغم من جميع البرجوازية الصغيرة (حفظه نزل ومقهى، أصحاب المطاعم، تجار النبيذ، وصغار التجار، أصحاب المحلات، الحرفيين، وما إلى ذلك) التي دمرت من قبل ترتفع من أكبر البرجوازية البرجوازية الصغيرة التي ظلت أشد المؤيدين للمصالح الممتلكات. يعتقد لافايت النظام الملكي الدستوري Orleanist كان الإجراء الأكثر أمانا لمصالح المالكة وذلك لافاييت وتيير أصبح أنصار «المواطن الملك» Orleanist - لويس فيليب وبالتالي، أصبح لويس فيليب «ملك بنعمة من الحواجز.»
وطغى «الملكية تموز» لويس فيليب (1830-1848) من قبل البرجوازية الراقية (الأعلى البرجوازية) من المصرفيين والممولين والصناعيين والتجار.
في عهد النظام الملكي يوليو، كان عصر الرومانسية بدأت تزدهر. مدفوعا عصر الرومانسية، جو من الاحتجاج والتمرد كانت في كل مكان في فرنسا. في 22 تشرين الثاني 1831 في ليون (ثاني أكبر مدينة في فرنسا) ثار العمال الحرير واستولت على مبنى البلدية احتجاجا على تخفيضات الرواتب الأخيرة وظروف العمل. وكان هذا واحدا من المناسبات الأولى لثورة العمال في العالم بأسره. وضعت الثورة بقوة بنسبة Perier كازيمير. وقال إن حق أيضا غير راض عن الملكية يوليو تموز. في 28 تشرين الأول 1836، حاول الأمير نابليون لويس، ابن شقيق نابليون، لويس، ملك هولندا لقلب النظام الملكي تموز في انقلاب. فشل ذلك، ولكن في أغسطس 1840، حاول الأمير لويس نابليون انقلاب آخر في بولون مع الجنود التعاقد. فشلت أيضا.
بسبب التهديدات المستمرة للعرش، بدأ النظام الملكي يوليو إلى الحكم مع يد أقوى وأقوى. وحظرت الاجتماعات السياسية قريبا. ومع ذلك، «المآدب» ما زالت القانونية وجميع من خلال 1847، كانت هناك حملة على مستوى البلاد للديمقراطية و/ أو الجمهوري المآدب. وكان من المقرر المأدبة ذروته ل22 فبراير 1848 في باريس ولكن الحكومة منعت ذلك. ردا سكب المواطنين من جميع الطبقات للخروج إلى شوارع باريس في تمرد ضد الملكية يوليو تموز. وأدلى لمطالب التخلي عن «مواطن الملك» لويس فيليب وإنشاء ديمقراطية تمثيلية في فرنسا. شملت فئات الممثل في هذه الثورة مجموعة كاملة من المجتمع الفرنسي من البرجوازية الصناعية (الذي كان قد تم استبعادها من «الأرستقراطية المالية» التي شكلت جزءا رئيسيا من البرجوازية التي أيدت الحكم الملكي يوليو)، والبرجوازية الصغيرة والعمال. وكان لويس فيليب تخلت عن والجمهورية الفرنسية الثانية أعلنت. وقد تم انتخاب الجمعية التأسيسية التي كان يجلس في باريس. أصبح ألفونس ماري لويس دي لامارتين، الذي كان زعيم الجمهوريين المعتدلين في فرنسا خلال 1840s وزير الشؤون الخارجية في الحكومة المؤقتة التي أنشئت هذه الجمعية. في الواقع كان لامارتين الظاهري رئيس الحكومة في عام 1848.

### نابليون الثالث: 1848-1871

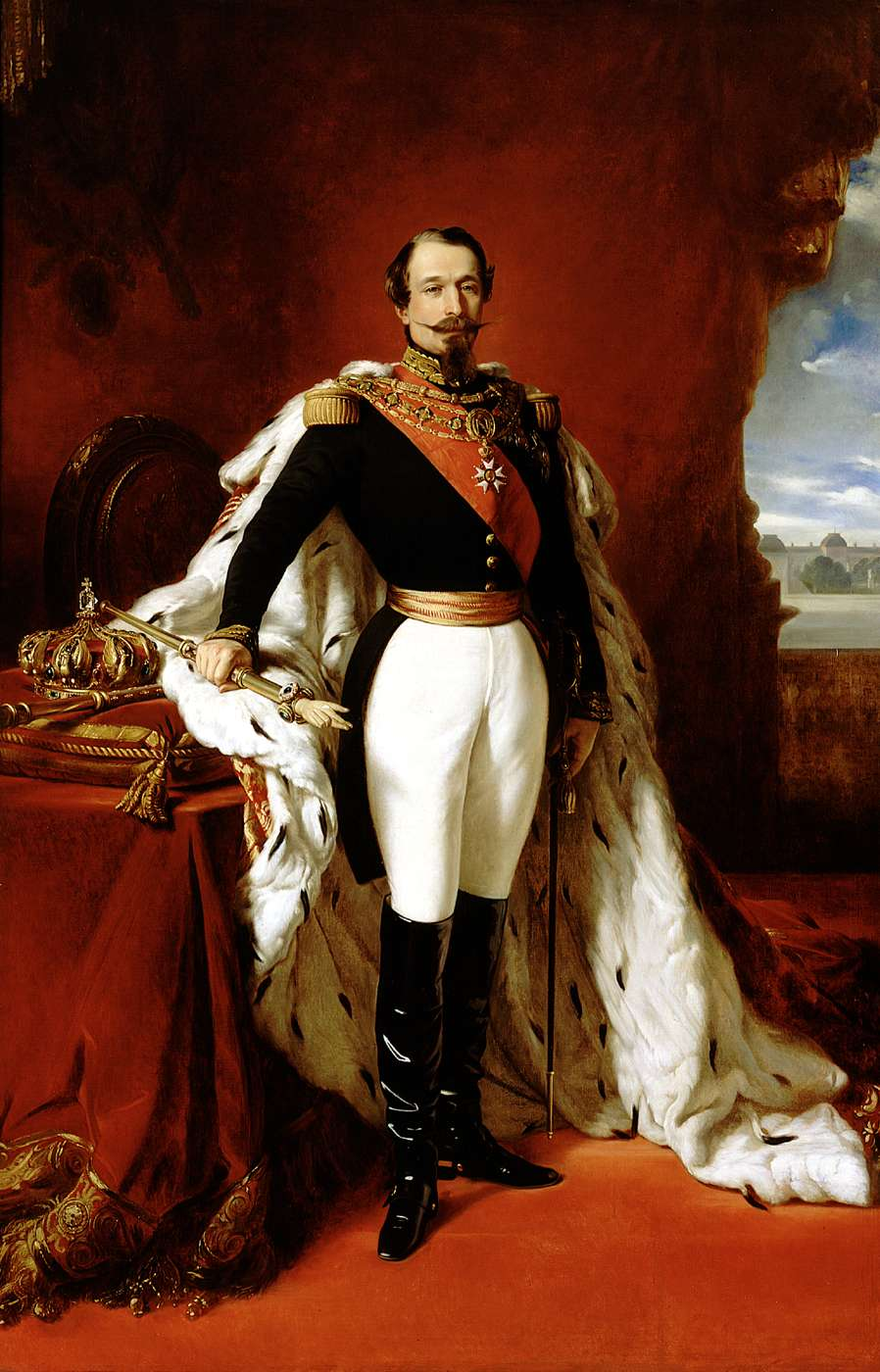
نابليون الثالث، إمبراطور الفرنسيين

نشأت الإحباط بين الطبقات الكادحة عندما الجمعية التأسيسية لم تعالج هموم العمال. أصبحت الإضرابات والمظاهرات عامل أكثر شيوعا كما أعطى العمال تنفيس لهذه الإحباطات. بلغت هذه المظاهرات ذروتها في 15 مايو عندما 1848، العمال من الجمعيات السرية اندلعت انتفاضة مسلحة في ضد سياسات المناهضة للعمال وغير ديمقراطي ملاحقتهم من قبل الجمعية التأسيسية والحكومة المؤقتة. خوفا من انهيار كامل للقانون والنظام، ودعا الحكومة المؤقتة لويس يوجين العام Cavaignac العودة من الجزائر، في يونيو 1848، لاخماد تمرد العامل المسلحة. من يونيو 1848 حتى ديسمبر 1848 أصبح Cavaignac العام رئيس الجهاز التنفيذي للحكومة المؤقتة.
وانتخب لويس نابليون بونابرت رئيسا في 10 ديسمبر 1848 من قبل انهيار أرضي. جاء دعمه من قطاع واسع من الجمهور الفرنسي. فئات مختلفة من المجتمع الفرنسي لويس نابليون صوتوا للأسباب مختلفة ومتناقضة في كثير من الأحيان للغاية. لويس نابليون، شجع نفسه هذا التناقض عن طريق «يجري كل شيء لجميع الناس». كان واحدا من وعوده الرئيسية للفلاحين وغيرهم من الفئات التي لن يكون هناك أي ضرائب جديدة. كان يتألف بشكل كبير الجديد الجمعية التأسيسية الوطنية للsymphathizers الملكى كل من الجناح (بوربون) المناصر للسلطة التشريعية وOrleanist (المواطن الملك لويس Phiippe) الجناح. بسبب الغموض الذي يحيط مواقف لويس نابليون السياسية، وكان جدول الأعمال كرئيس كثيرا في شك. لرئاسة الوزراء، اختياره أوديلون بارو، وهو لا يمكن الاعتراض عليها في منتصف الطريق البرلماني، الذي كان قد قاد «المعارضة الموالية» تحت لويس فيليب. تمثل الفصائل الأخرى المعينين الملكى المختلفة.
كجزء من الثورات عام 1848، واضطر البابا من روما وأرسل لويس نابليون قوة التدخل السريع 14000 رجل من القوات إلى الدولة البابوية بموجب قرار نيكولا أودينو فيكتور تشارلز لاستعادة له. في أواخر أبريل، 1849، هزم هو وصدهم من قبل فرق المتطوعين روما Giuseppi غاريبالدي، ثم تعافى واستعاد روما. في «أيام يونيو» عام 1849 مظاهرات ضد الحكومة اندلعت، وقمعت و. ألقي القبض على القادة والسياسيين البارزين بما في ذلك. حظرت الحكومة عدة صحف الديمقراطية والاشتراكية في فرنسا، وتم القبض على المحررين. كان كارل ماركس في خطر حتى انتقل إلى لندن في أغسطس اب.
سعت الحكومة سبل لموازنة ميزانيتها وخفض ديونها. ولتحقيق هذه الغاية، تم تعيين هيبوليت باسي وزير المالية. اقترح باسي عندما اجتمع المجلس التشريعي في بداية أكتوبر، 1849، ضريبة الدخل للمساعدة في تحقيق التوازن بين الموارد المالية في فرنسا. احتج البرجوازية، الذي من شأنه أن يدفع معظم الضرائب. سبب الضجة على الضريبة على الدخل استقالة بارو رئيسا للوزراء، ولكن ضريبة النبيذ جديدة تسبب أيضا احتجاجات.

#### السكك الحديدية
السكك الحديدية أصبحت المتوسطة الوطنية لتحديث المناطق المتخلفة، وأحد رواد هذا النهج كان الشاعر سياسي ألفونس دي لامارتين. يأمل الكاتب أن أحد خطوط السكك الحديدية قد تحسين الكثير من «السكان اثنين أو ثلاثة قرون وراء زملائهم» والقضاء على «الغرائز الوحشية ولد من العزلة والبؤس.» وبناء على ذلك، بنيت فرنسا نظام مركزي يمتد تأثيرها من باريس (بالإضافة إلى الخطوط التي قطعت من الشرق إلى الغرب في الجنوب). كان القصد من هذا التصميم لتحقيق أهداف سياسية وثقافية بدلا من تعظيم الكفاءة. بعد دمج بعضها، ست شركات تسيطر الاحتكارات من مناطقها، وذلك رهنا لإغلاق السيطرة من قبل الحكومة من حيث فارس، والمالية، والتفاصيل الفنية الدقيقة حتى. وزارة الحكومة المركزية Ponts آخرون للجسور التعامل معها [الطرق والجسور] في جلب المهندسين والعمال البريطاني، فإن الكثير من أعمال البناء، شريطة الخبرة الهندسية والتخطيط، وشراء الأراضي، وبناء البنية التحتية الدائمة مثل على اثرها الفراش، والجسور والأنفاق. انها مدعومة أيضا خطوط ضرورة عسكرية على طول الحدود الألمانية، والتي اعتبرت ضرورية للدفاع الوطني. قدمت إدارة الشركات العاملة خاصة، العمل المأجور، وضعت المسارات، ومحطات بنيت وتشغلها. شراؤها والحفاظ على المعدات الدارجة-6، 000 القاطرات كانوا في عملية في عام 1880، الذي بلغ في المتوسط 51600 مسافر سنويا أو 21200 طن من البضائع. تم استيراد الكثير من المعدات من بريطانيا، وبالتالي لم ينجح في تحفيز صانعي الآلات. على الرغم من بدء تشغيل نظام كامل في وقت واحد وكان من الملائم سياسيا، تأخر الإنجاز، والاضطرار إلى الاعتماد أكثر على الخبراء مؤقتة جلبها من بريطانيا. وكان أيضا مشكلة التمويل. الحل كان قاعدة ضيقة من التمويل عن طريق روتشيلد والدوائر المغلقة للبورصة في باريس، لذلك لم يكن فرنسا تطوير نفس النوع من البورصة الوطنية التي ازدهرت في لندن ونيويورك. فعل نظام يساعد في تحديث أجزاء من فرنسا وصلت الريفية، لكنها لم تساعد على خلق مراكز صناعية محلية. شكا النقاد مثل اميل زولا أنه لم يتغلب على فساد النظام السياسي، بل ساهمت إلى حد ما عليه. السكك الحديدية ساعد على الأرجح الثورة الصناعية في فرنسا من خلال تسهيل على السوق الوطنية للمواد الخام، والنبيذ، والجبن، والمنتجات المصنعة المستوردة. ومع ذلك لم تكن الأهداف التي وضعها لنظام السكك الحديدية الفرنسية من الأخلاقية والسياسية والعسكرية بدلا من الاقتصادية. ونتيجة لذلك، كانت قطارات الشحن أقصر وأقل بشكل كبير من تحميل تلك في مثل هذه الدول الصناعية بسرعة مثل بريطانيا وبلجيكا وألمانيا. أهملت احتياجات البنية التحتية الأخرى في فرنسا الريفية، مثل تحسين الطرق والقنوات، وذلك بسبب حساب السكك الحديدية، لذلك يبدو من المرجح أن هناك آثار سلبية صافية في المناطق التي لا تخدمها القطارات.

### الجمهورية الثالثة وبيل Epoque
بعد هزيمة فرنسا في الحرب الفرنسية البروسية، اقترح أوتو فون بسمارك حيث قاسية للسلام، بما في ذلك الاحتلال الألماني للمحافظات الألزاس واللورين. [81] وقد تم انتخاب الجمعية الوطنية الفرنسية الجديدة للنظر في شروط السلام الألمانية لل. انتخب في 8 شباط 1871، تتألف هذه الجمعية الوطنية الجديدة من 650 نائبا. [81] الجلوس في Bourdeaux، أنشأت الجمعية الوطنية الفرنسية في الجمهورية الثالثة. ومع ذلك، كانت 400 عضو جديد للجمعية الملكيين. [83] (وكان ليون GAMBETTA واحدة من الجمهوريين «غير ملكي» التي انتخبت في الجمعية الوطنية الجديدة من باريس. [84]) انتخب في 16 فبراير 1871 تيير أدولف ليكون الرئيس التنفيذي لجمهورية جديدة. بسبب الاضطرابات الثورية في باريس، ويقع مركز الحكومة تيير في فرساي.

#### من سحق كومونة باريس
في 1871 1870 وأوائل أواخر ارتفع عمال باريس في عام الانتفاضات صغيرة الحجم السابق لأوانه وغير الناجحة. وكان الحرس الوطني في باريس المضطربة على نحو متزايد أصبح والتحدي للشرطة، ورئيس أركان الجيش وحتى الخاصة قادة الحرس الوطني. THIERS المعترف بها على الفور ووضع ثوري في 18 مارس 1871، أرسلت وحدات الجيش النظامي للسيطرة على المدفعية التي تنتمي إلى الحرس الوطني في باريس. ومع ذلك، تآخى بعض الجنود من وحدات الجيش النظامي والمتمردين مع تصاعد التمرد. ذهب المتاريس تصل تماما كما في عام 1830 و 1848. ولدت كومونة باريس. أصبح مرة أخرى في فندق دي فيل، أو مجلس المدينة مركز الاهتمام للشعب في الثورة. هذه المرة أصبح دي فيل فندق مقر الحكومة الثورية. يتبع مدن أخرى في فرنسا مثال كومونة باريس، كما في مرسيليا وليون وتولوز. ومع ذلك، سحقت على الفور كل هذه البلديات خارج باريس من قبل الحكومة تيير. [85]
أنتجت الانتخابات في 26 مارس 1871 في باريس حكومة تقوم على الطبقة العاملة. [بحاجة لمصدر] وكان لويس أوغست بلانكي في السجن ولكن الغالبية من المندوبين اتباعه، ودعا "البلانكيين. [بحاجة لمصدر] وأقلية تتألف الفوضويين وأتباع من برودون بيير جوزيف (1809-1855). [بحاجة لمصدر] كما الفوضويين، كانت "البرودونيين" أنصار الحكومة محدودة أو معدومة، وأراد الثورة لمتابعة دورة مخصصة مع التخطيط ضئيلة أو معدومة. [بحاجة لمصدر] تحليل الاعتقالات تشير سجلات وعارضت الكوميني نموذجية للجيش، ورجال الدين، والأرستقراطيين في المناطق الريفية. [بحاجة لمصدر] اعتبره العدو البرجوازية. [بحاجة لمصدر]
بعد شهرين انتقل الجيش الفرنسي في باريس لاستعادة، مع معارك ضارية قاتلوا في أحياء الطبقة العاملة. وأعدم المئات أمام الجدار الكومونة "، بينما سار آلاف آخرين إلى فرساي للمحاكمات. وكان عدد القتلى خلال Semaine لا Sanglante (الأسبوع الدامي في 21 مايو من خلال 28 مايو 1871) ربما 30,000، مع ما يصل إلى 50,000 تنفيذها في وقت لاحق أو المسجونين، وتم نفي 7,000 إلى كاليدونيا الجديدة. هرب آلاف إلى المنفى. فاز الحكومة الموافقة على أفعالها في استفتاء وطني مع 321,000 لصالح ويعارضون 54000 فقط. [86]

### المعارك السياسية
الحكومة القادمة الجمهوري كان لمواجهة أعداء الثورة الذين رفضوا إرث الثورة 1789. ورفض الملكيين Orleanist الجمهوري، الذي اعتبروه امتدادا للحداثة والإلحاد، وكسر التقاليد مع فرنسا، وكلاهما في المناصر للسلطة التشريعية، والتي تتجسد في شخص هنري، كونت تشامبورد، حفيد تشارلز X. أصبح هذا الصراع الحاد على نحو متزايد في عام 1873، عندما تيير، ووجه اللوم نفسه من قبل الجمعية الوطنية التي لا تعد «المحافظ بما فيه الكفاية»، واستقال لإفساح المجال لباتريس ماكماهون المارشال رئيسا جديدا. [87] وفي خضم شائعات عن اليمين ودسيسة / أو الانقلابات أو من قبل Bonapartists البوربون في عام 1874، والجمعية الوطنية حول تعيين وضع دستور جديد من شأنه أن يكون مقبولا لدى جميع الأطراف.
الدستور الجديد ينص على حق التصويت الجماعي للذكور، ودعا إلى هيئة تشريعية من مجلسين، يتألف من مجلس الشيوخ ومجلس النواب. أسفرت أول انتخابات بموجب هذا الدستور الجديد الذي عقد في عام 1876 في وقت مبكر من انتصار الجمهوري، مع 363 انتخب الجمهوريون مقابل الملكيين إلى 180. ومع ذلك، كانت 75 من الملكيين المنتخبين إلى الدائرة الجديدة لنواب Bonapartists. [88] و«التهديد بونابارتي» لانقلاب عسكري دي كان الخطر من أي وقت مضى إلى الوقت الحاضر في هذه الأيام الأولى للجمهورية. وبموجب الدستور، كان مطلوبا الرئيس ماكماهون لاختيار «رئيس الوزراء» في الواقع لقيادة الشؤون يوما بعد يوم من الحكومة. كان الزعيم الأكثر طبيعية لاختيار عقب هذا الانتصار الجمهوري في الانتخابات ليون GAMBETTA. [88] ومع ذلك، كان المارشال القديمة متصلبا للغاية ضد GAMBETTA واختار، بدلا من ذلك، معتدلة أرماند Dufaure. [88] Dufaure حاول لتشكيل الحكومة ولكن سرعان ما أطيح به. اختار مارشال ماكماهون القادم المحافظ جول سيمون. كان المحافظ للغاية بالنسبة لمجلس النواب، واضطر للاستقالة سيمون في 16 أيار 1877، الأمر الذي يمهد الطريق ل«أزمة السادس عشر من مايو». [89]
و16 مايو 1877 أزمة أدت في النهاية إلى استقالة الملكى المارشال ماكماهون في يناير كانون الثاني عام 1879. خلال حياته هنري، كونت دي تشامبورد، منظمة الصحة العالمية، كما حفيد تشارلز X، رفضت التخلي عن فلور دو LYS والراية البيضاء. وهكذا، هنري نفسه للخطر قصر النظر في هذا الصدد التحالف بين Legitimists (البوربون) وOrleanists. ولذلك، لا تزال قضية تقسيم ملكي لم بوصفها تهديدا قويا للجمهورية الثالثة وربما كان إذا كانوا قد تم توحيد. وبسبب هذا الانقسام احتشد العديد من Orleanists المتبقية أنفسهم إلى جمهورية، خلف أدولف تيير. التخلي عن الغالبية العظمى من Legitimists الساحة السياسية أو أصبحت مهمشة. لا تزال تشكل تهديدا قويا أنها من المتاعب للجمهورية الثالثة الشباب، في حين لا سيما هنري كونت Chabord عاش. كان الجمهورية الثالثة عندما توفي في 24 أغسطس 1883، تهديدا كبيرا لوجودها إزالتها. وكان خليفة المارشال ماكماهون كرئيس للجمهورية في 30 يناير 1879 Grevy جول. في يناير 1886، أصبح جورج بوولنجر زير الحرب. كان جورج Clemanceau دور أساسي في الحصول على هذا التعيين لبوولنجر. هذا كان بداية عصر بوولنجر، وكان بداية وقت آخر من التهديدات. [90]
في أعقاب وفاة عدد من Chabord هنري، كان محدودا (بوربون) المناصر للسلطة التشريعية الحزب داخل الساحة السياسية داخل فرنسا. تأسست بعضهم الحركة الفرنسي في عام 1898، خلال قضية دريفوس، بل أصبحت حركة مؤثرة في جميع أنحاء 1930s، وعلى وجه الخصوص بين المثقفين الكاثوليك المحافظين.
وكانت الجمهورية الأولي في الواقع بقيادة صالح الملكيين، ولكن الجمهوريين («المتطرفين») وسارعت Bonapartists على السلطة. الفترة من الطاقة المنشار 1879 حتي 1899 تأتي في أيدي الجمهوريين المعتدلين والسابقين «الجذور» (ليون حول GAMBETTA)؛ وتسمى هذه «الانتهازيين». يسمح للسيطرة وجدت حديثا الجمهوري لجمهورية التصويت لقوانين 1881 و 1882 جول فيري على التعليم العام المجاني، وإلزامية علماني.
وأظهرت الأزمات مثل "Boulangist" المحتملة انقلاب في عام 1889، وأصبح المعتدلين لكن انقسامات عميقة بسبب هذه القضية دريفوس، وهذا يسمح للالراديكاليين في نهاية المطاف للوصول إلى السلطة من 1899 حتى الحرب العالمية الأولى وخلال هذه الفترة، وهشاشة الجمهورية. سياسات القضاء على المتطرفين على التعليم (قمع اللغات المحلية، والتعليم الإلزامي)، والخدمة العسكرية الإلزامية، والسيطرة على الطبقات العاملة المعارضة الداخلية وregionalisms. إنشاء مشاركتها في التنافس على أفريقيا والحصول على الممتلكات في الخارج (مثل الهند الصينية الفرنسية) أساطير العظمة الفرنسية. تحولت كل من هذه العمليات بلد regionalisms إلى دولة الأمة الحديثة. الصراعات بين الإمبراطور الصيني وجمهورية الهند الصينية الفرنسية على ذروته خلال الحرب الصينية الفرنسية. دمر الأسطول الأدميرال كوربيه الصينية الراسية في Foochow. معاهدة انهاء الحرب، وطرح في فرنسا محمية في شمال ووسط فيتنام، [91] التي تنقسم إلى تونكين وأنام.

## منذ 1914

### الحرب العالمية الأولى

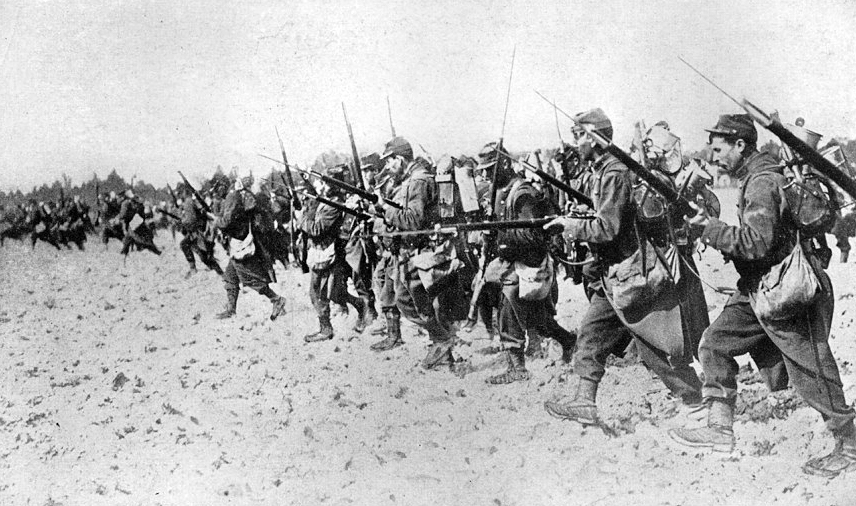
تهمة حربة الفرنسية في الحرب العالمية الأولى

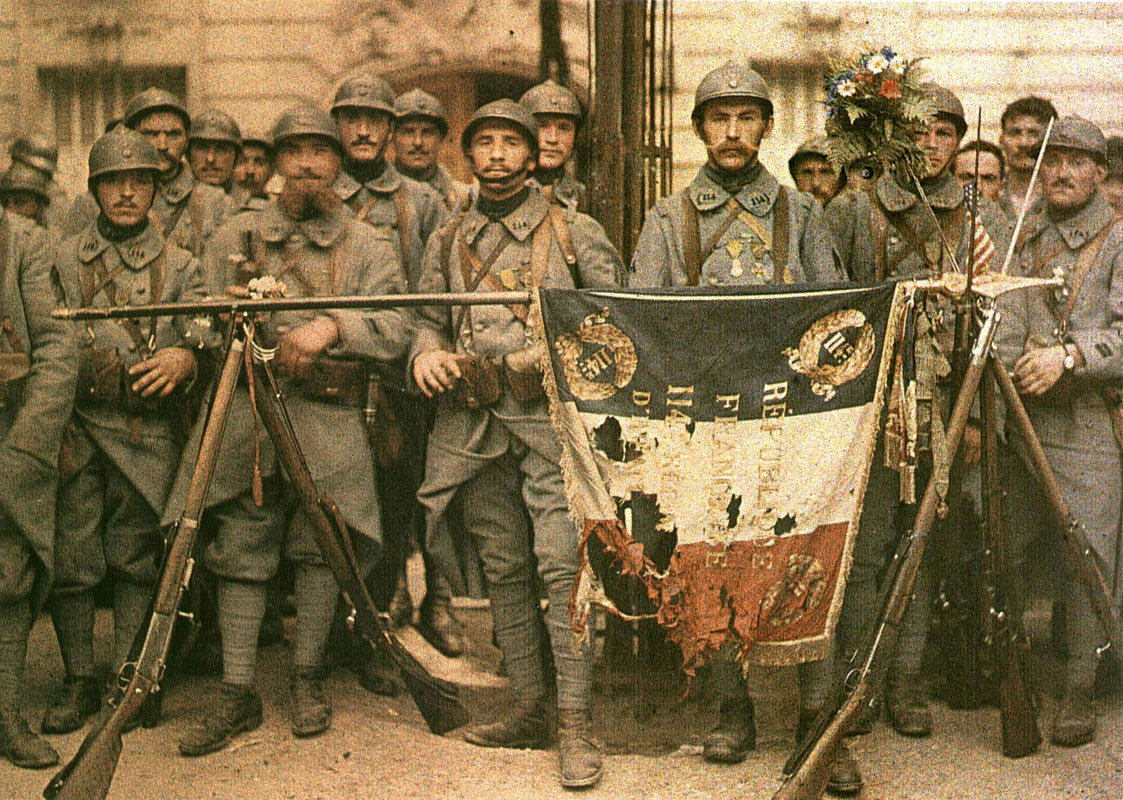
المشاة 114 في باريس، 14 يوليو 1917

لعبت فرنسا مشغولة مع المشاكل الداخلية، والقليل من الاهتمام للسياسة الخارجية في الفترة 1911-1914، على الرغم من أنه لم تمديد الخدمة العسكرية لمدة ثلاث سنوات من سنتين بسبب اعتراضات قوية الاشتراكي في عام 1913. اشتعلت أزمة البلقان المتفاقمة بسرعة لفرنسا عام 1914 على حين غرة، وانها لعبت دورا صغيرا فقط في المقبلة بما في ذلك الحرب العالمية الأولى والأزمة الصربية أثار مجموعة معقدة من التحالفات العسكرية الرسمية وغير سرية بين دول أوروبية، مما تسبب في معظم دول القارة، وفرنسا، والانجرار إلى حرب في غضون أسابيع قليلة. أعلنت النمسا المجر الحرب على صربيا في أواخر يوليو تموز مما اثار التعبئة الروسية. في 1 أغسطس أمرت كل من ألمانيا وفرنسا تعبئة. وكانت ألمانيا أفضل استعدادا بكثير عسكريا من أي من الدول الأخرى المعنية، بما في ذلك فرنسا. في وقت لاحق في ذلك اليوم للإمبراطورية الألمانية، كحليف للنمسا، أعلنت الحرب على روسيا. وقد تحالفت فرنسا مع روسيا، ولذا كان على استعداد لارتكاب إلى الحرب ضد الامبراطورية الألمانية. أعلنت ألمانيا في 3 آب الحرب على فرنسا، التي يمر بها بلجيكا. دخلت بريطانيا الحرب في 4 آب، وبدأت في إرسال قوات في 7 آب.

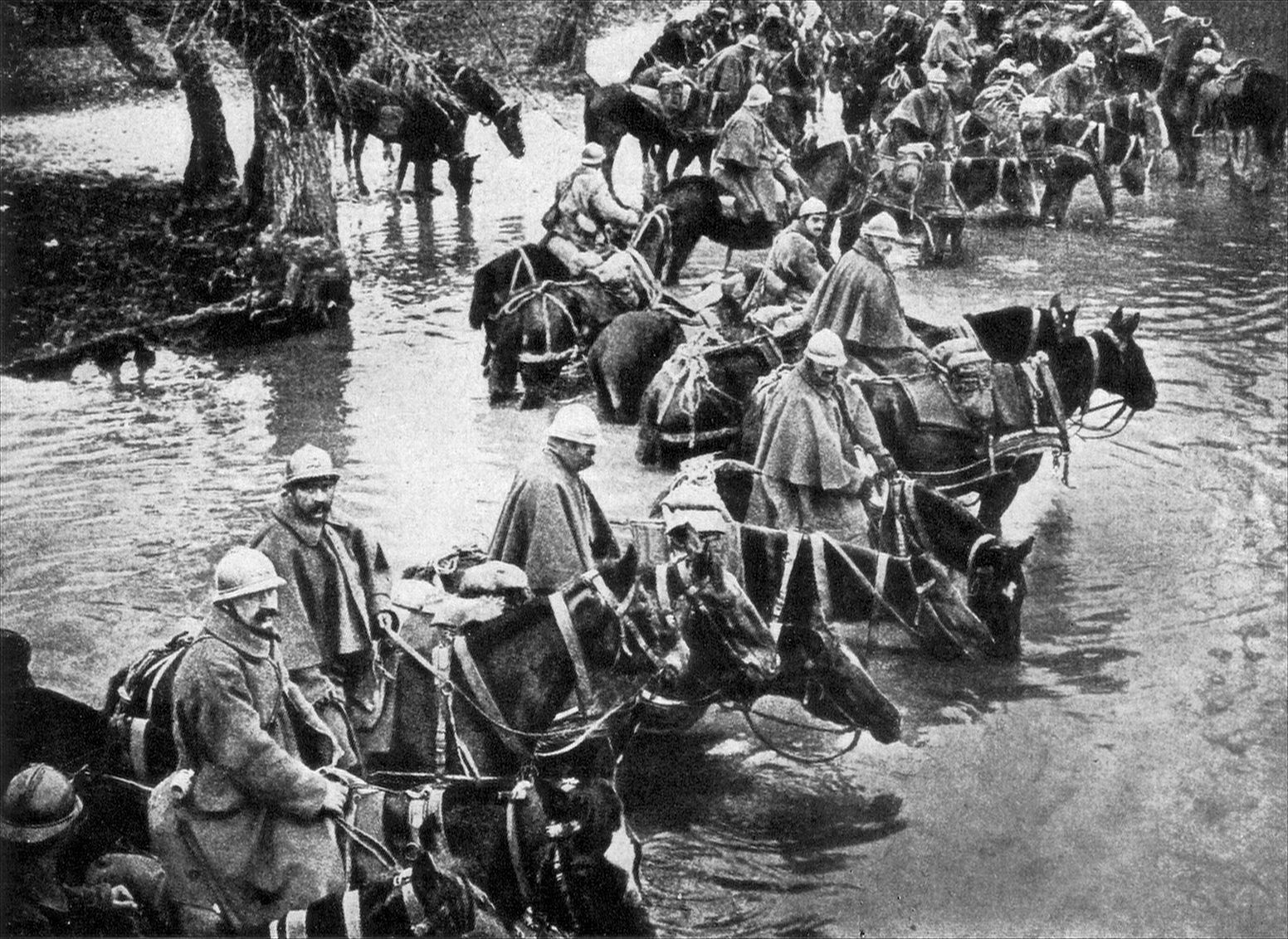
في الطريق إلى فردان. «ولا يجوز أن تمر» هي العبارة التي ترتبط الدفاع عن فردان.

وكانت خطة ألمانيا في هزيمة الفرنسيين على وجه السرعة. القبض عليهم بروكسل 20 أغسطس وسرعان ما استولت على جزء كبير من شمال فرنسا. وكانت الخطة الأصلية لمواصلة وجنوب غربي باريس لهجوم من الغرب. خلال شهر سبتمبر في وقت مبكر كانوا ضمن 40 ميلا من باريس، وكانت الحكومة الفرنسية قد نقلت إلى بوردو. الحلفاء توقفت أخيرا في الشمال الشرقي قبل باريس على نهر المارن.
الحرب أصبحت الآن إلى طريق مسدود، الشهير «الجبهة الغربية» وقاتلوا إلى حد كبير في فرنسا وتميزت حركة قليلة جدا على الرغم من معارك كبيرة للغاية وعنيفة، وغالبا مع تكنولوجيا عسكرية جديدة وأكثر تدميرا. المعارك الشهيرة في فرنسا وتشمل معركة المارن الأولى، معركة فردان، معركة السوم ومعركة المارن الثانية.
على الجبهة الغربية في خنادق صغيرة بدائية الصنع من الأشهر القليلة الأولى نمت بسرعة أكثر عمقا وأكثر تعقيدا، وأصبحت تدريجيا مساحات واسعة من الأعمال الدفاعية المتشابكة. الحرب البرية وسرعان ما أصبحت تهيمن عليها الجمود، موحل دموية من حرب الخنادق، شكلا من أشكال الحرب التي كانت معارضة على حد سواء الجيوش خطوط ثابتة للدفاع. حرب الحركة سرعان ما تحولت إلى حرب من موقف. وجاء هجوم الآخرين هجوم مضاد بعد الهجوم المضاد. تقدم أيا من الطرفين كثيرا، ولكن كلا الجانبين عانى مئات الآلاف من الضحايا. تنتج ألمانيا والحلفاء الجيوش أساسا زوج متطابق من خطوط الخنادق من الحدود السويسرية في الجنوب إلى ساحل بحر الشمال من بلجيكا. سادت حرب الخنادق على الجبهة الغربية في الفترة من سبتمبر عام 1914 حتى مارس 1918. احيل المسافة بين خنادق المعارضة ب «المنطقة الحرام» (لuncrossability لها المميتة) وتنوعت في العرض اعتمادا على ساحة المعركة. على الجبهة الغربية كان من عادة بين 100 و 300 متر (90-275 م)، على الرغم من ذلك بكثير في بعض الأحيان أقل. وكان الجندي مشاة مشتركة أربعة أسلحة لاستخدامها في الخنادق: البندقية، حربة، بندقية، وقنبلة يدوية، ولكن الدفاع الوحيد ضد المدافع الرشاشة والمدفعية وكان أن تظل منخفضة منخفضة في الخنادق.
قدمت بريطانيا الدبابات الأولى للحرب، في حين رينو تعزيز مفهوم بإضافة برج. ويمكن اعتبار استخدام في كمية كبيرة من هذه الدبابات الخفيفة من قبل جان باتيست Estienne تطورا حاسما في استراتيجيات الحرب العالمية الأولى.
عندما خرجت من حرب روسيا في عام 1917 بسبب الثورة، والسلطات المركزية السيطرة على كل منطقة البلقان، ويمكن أن يتحول الآن الجهود العسكرية إلى الجبهة الغربية. كانت الولايات المتحدة قد دخلت الحرب أيضا في عام 1917، وبالتالي فإن السلطات المركزية تأمل في أن يتم تحقيق ذلك قبل تسليم معظمها إلى أميركا من الدعم العسكري. في مارس 1918 شنت ألمانيا الهجوم الكبير الأخير على الجبهة الغربية. من قبل كان قد وصل إلى ألمانيا مايو مارن مرة أخرى، كما في سبتمبر 1914، وكان قريبا مرة أخرى إلى باريس. في معركة المارن الثانية، ومع ذلك، كانت قادرة على الدفاع عن الحلفاء ومن ثم تحول إلى جريمة ويرجع ذلك جزئيا إلى التعب من الألمان وصول مزيد من الأميركيين. الألمان، للخروج من التعزيزات، واكتظت يوما بعد يوم، والقيادة العليا رأت أنه كان ميئوسا منه. انهارت النمسا وتركيا، حكومة القيصر سقطت، وألمانيا وقعت على الاستسلام، و«الهدنة» - الذي أنهى القتال في 11 تشرين الثاني 1918.
وقد خاضت الحرب في جزء كبير منه على الأراضي الفرنسية، مع 1.4 مليون من المدنيين القتلى الفرنسية بما في ذلك، وأربعة أضعاف خسائر عسكرية كثيرة.

#### شروط السلام
وفرضت شروط السلام من الأربعة الكبار، كليمنصو طالب بأقسى العبارات، وفاز معظمهم في معاهدة فرساي عام 1919. أجبرت ألمانيا على تعترف بذنبها لبدء الحرب، وضعفت عسكريا بشكل دائم. استعادت فرنسا الألزاس واللورين. وكانت ألمانيا على دفع مبالغ ضخمة تعويضات الحرب إلى الحلفاء (والذي بدوره كان لقروض كبيرة من الولايات المتحدة لسداد). واحتلت فرنسا والصناعية الألمانية سار حوض، وهي منطقة الفحم والفولاذ. المستعمرات الألمانية الأفريقي وضعت تحت عصبة الأمم ولايات، وكانت adminsitered من فرنسا وغيرها من المنتصرين. من بقايا الامبراطورية العثمانية، حصلت فرنسا ولاية سوريا وولاية لبنان. فرديناند فوش يريد السلام الذي لن تسمح ابدا لألمانيا أن تكون تهديدا لفرنسا مرة أخرى. بعد توقيع السلام وقال: هذا ليس سلاما. وهي هدنة لمدة 20 عاما.

### سنوات ما بين الحربين
فوش أيدت بولندا في الانتفاضة الكبرى وبولندا في الحرب بين بولندا والاتحاد السوفيتي وفرنسا كما انضمت إسبانيا خلال الحرب الريف. من 1925 حتى وفاته في عام 1932، أريستيد بريان، في منصب رئيس الوزراء خلال خمس فترات قصيرة، توجه السياسة الخارجية الفرنسية، وذلك باستخدام مهاراته الدبلوماسية والشعور توقيت لإقامة علاقات ودية مع ألمانيا فايمار كأساس لسلام حقيقي في إطار عصبة الأمم. وقال انه يدرك ان فرنسا قد لا تحتوي على ألمانيا في حد ذاته، كان الكثير من الدعم الفعال أكبر، ولا آمن من بريطانيا أو العصبة.
وكان الاقتصاد الفرنسي في حالة ركود خلال فترة الكساد الأعظم في العالم بعد عام 1929. جلبت ليون بلوم، يقود الجبهة الشعبية معا الاشتراكيون والشيوعيون ليصبح رئيس الوزراء 1936-1937، وكان أول يهودي لقيادة فرنسا. خلال الحرب الأهلية الإسبانية وقال انه لا يؤيد الجمهوريون الأسبانية بسبب السياق السياسي الفرنسي الداخلي من التحالفات المعقدة وخطر نشوب حرب مع ألمانيا وإيطاليا.
في 1920s، أنشأت فرنسا نظاما مفصلا للدفاعات الحدود (خط ماجينو)، تهدف إلى صد أي هجوم ألماني. لم خط ماجينو لا يمتد إلى بلجيكا، حيث هاجمت ألمانيا في عام 1940. تم التوقيع على تحالفات عسكرية مع قوى ضعيفة تدعى «الوفاق الصغير». استرضاء ألمانيا، بالتعاون مع بريطانيا، وكانت هذه السياسة بعد عام 1936، كما فرنسا تسعى إلى السلام، حتى في مواجهة انتهاكات هتلر من معاهدة فرساي ومطالبه المتصاعد. ورفض إدوارد دالادييه لخوض الحرب ضد ألمانيا وإيطاليا من دون الدعم البريطاني نيفيل تشامبرلين كما يريد انقاذ السلام في ميونيخ عام 1938.

### الحرب العالمية الثانية

الجنود الألمان في مسيرة موكب الماضي قوس النصر

غزو بولندا تسببت أخيرا فرنسا وبريطانيا إلى إعلان الحرب ضد ألمانيا. لكن الحلفاء لم لشن هجمات واسعة النطاق وحافظت على موقف دفاعي: كان يطلق على هذه الحرب الوهمية في بريطانيا أو Drôle دي الحربية، ونوع مضحك من الحرب في فرنسا. فهي لم تمنع الجيش الألماني من بولندا قهر في غضون أسابيع مع تكتيكاته الحرب الخاطفة المبتكرة وساعد على ذلك الهجوم على الاتحاد السوفياتي في بولندا. وبدأت المعركة من فرنسا عندما كان لألمانيا يدها حرة للهجوم في الغرب، في مايو 1940، ونفس التكتيكات ثبت تماما كما مدمرا هناك. الفيرماخت تجاوز خط ماجينو بواسطة يسيرون عبر الغابة آردن. وأرسلت القوة الثانية الألمانية في بلجيكا وهولندا ليكون بمثابة تحويل لهذا الاتجاه الرئيسي. في غضون ستة أسابيع من القتال وحشية فقدت الفرنسية 90000 الرجال. سعى العديد من المدنيين عن طريق اتخاذ ملجأ للطرق في فرنسا:. وانضم بعض من مليوني لاجئ من بلجيكا وهولندا من بين ثمانية وعشرة ملايين من المدنيين الفرنسية، وهو ما يمثل ربع السكان الفرنسية، كل الجنوب عنوان والغرب. ربما هذه الحركة بشكل جيد وكانت أكبر حركة واحدة للمدنيين في تاريخها قبل عام 1947.
سقطت باريس للألمان في 14 يونيو عام 1940، والقادة الفرنسيين استسلم يوم 24 يونيو 1940 بعد تم اخلاء القوات البريطانية الاستطلاعية من دونكيرك. احتلت ألمانيا النازية ثلاثة أخماس الأراضي الفرنسية، وترك الباقي في الجنوب الشرقي للحكومة فيشي جديدة. سعى هذا النظام إلى التعاون مع ألمانيا. تم تأسيسها في 10 تموز 1940. وكان على رأس نظام فيشي فيليب بيتان من قبل، بطل الحرب الشيخوخة من الحرب العالمية الأولى. كان من المفترض أن تكون مؤقتة، والرعاية بين محتجزي النظام، للإشراف على الإدارة الفرنسية قبل الهزيمة قريبا من المتوقع من بريطانيا. بدلا من ذلك، استمرت لمدة أربع سنوات. كانت فريدة من نوعها بين مختلف الأنظمة المتعاونة في زمن الحرب من أوروبا التي تم تأسيسها بموجب الدستور، من خلال البرلمان الفرنسي. ومع ذلك، أعلن شارل ديغول نفسه في Londres راديو رئيس حكومة منافسة في المنفى، وجمع قوات فرنسا الحرة من حوله، وإيجاد الدعم في بعض المستعمرات الفرنسية واعتراف من بريطانيا والولايات المتحدة.

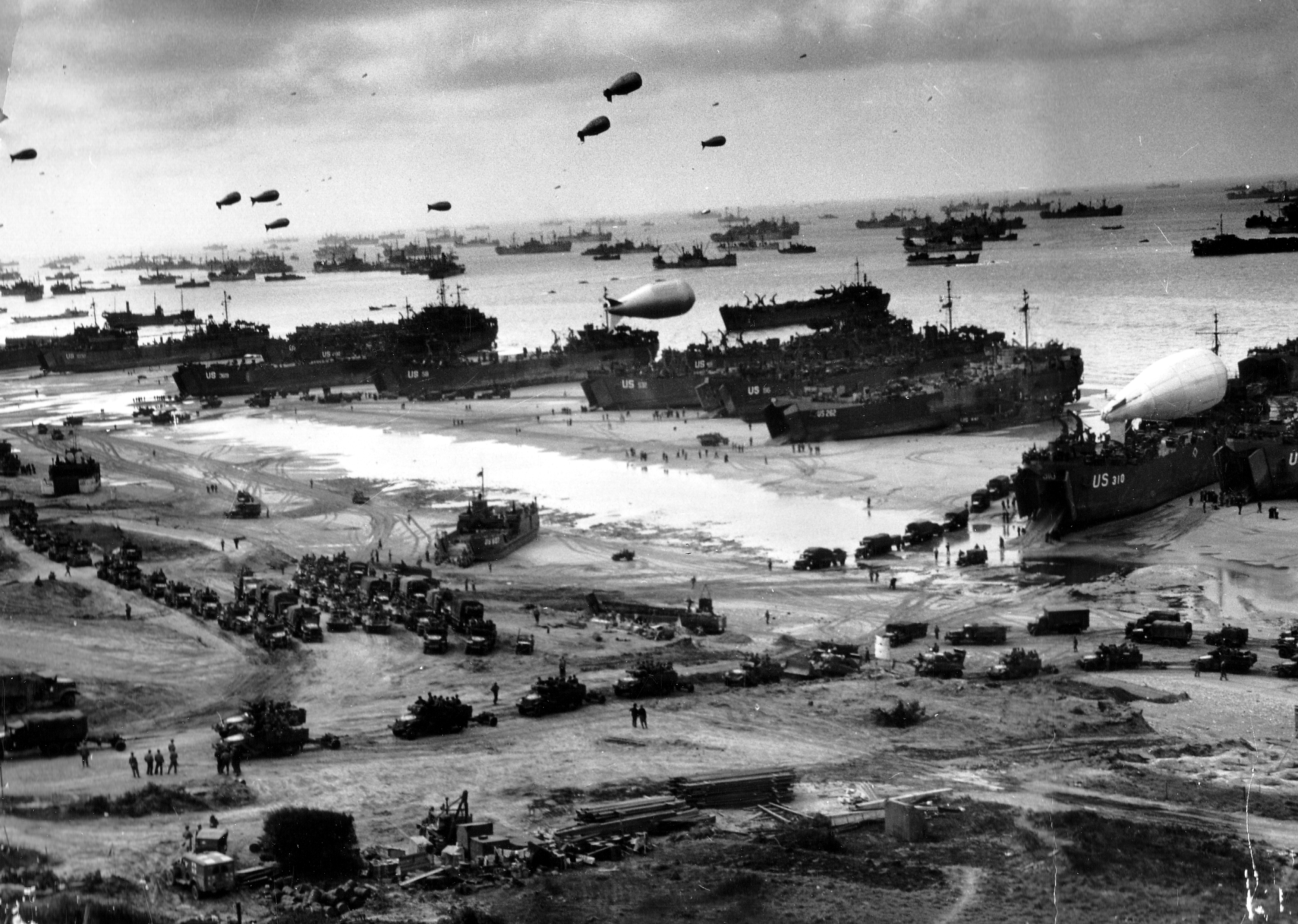
المتحالفة غزو نورماندي، D أيام، 1944

اعتمد نظام فيشي، القمعية العنيفة المعادية للسامية السياسات من تلقاء نفسها، دون توجيه من ألمانيا النازية، كما تم تسليط الضوء من قبل روبرت باكستون مؤرخ. وخلال الاحتلال الألماني أن 76000 اليهود المرحلين، في كثير من الأحيان بمساعدة على سلطات فيشي الفرنسية، وقتل في معسكرات الإبادة النازية. وبعد الهجوم على أسعار الصرف السوقية، شرم الكبير في عام 1940، حيث الأسطول البريطاني دمر جزء كبير من القوات البحرية الفرنسية، لا تزال تحت قيادة فرنسا فيشي، التي قتل فيها نحو 1100 من البحارة، كان هناك السخط على الصعيد الوطني والشعور من عدم الثقة في الفرنسية القوات، مما أدى إلى أحداث معركة داكار. في نهاية المطاف، وانضم العديد من السفن الفرنسية الهامة مثل ريشيليو وSurcouf لقوات فرنسا الحرة. على الجبهة الشرقية والاتحاد السوفياتي كان مطلوبا من الطيارين والطيارين الفرنسيين عدة انضمت إلى الاتحاد السوفياتي وقاتلوا في سلاح الجو السرب نورماندي-Niemen. في المناسبة فرنسا، نظمت قلة قليلة من الناس أنفسهم ضد الاحتلال الألماني في صيف عام 1940. ومع ذلك، ارتفعت أعدادهم في نظام فيشي لجأت إلى سياسة أكثر تشددا من أجل تلبية الطلبات الهائلة التي ارتكبها النازيون وتراجع في نهاية المطاف من ألمانيا النازية وأصبحت أكثر وضوحا. المعارضين معزولة شكلت في نهاية المطاف حركة الحقيقي: المقاومة. وهذا الرقم الأكثر شهرة في المقاومة الفرنسية كان جان مولان، أرسلت في فرنسا من قبل ديغول من أجل ربط كل حركات المقاومة. انه تعرض للتعذيب من قبل كلاوس باربي (ال «سفاح ليون»). تزايد القمع بلغ ذروته في التدمير الكامل والإبادة من قرية Oradour سور Glane، في ذروة معركة نورماندي. وكانت هناك أيضا الفرنسيين الذين انضموا إلى قوات الأمن الخاصة، تعرف باسم شعبة شارلمان، مع العلم انهم لن البقاء على قيد الحياة يجب أن تهزم ألمانيا، كانوا من بين تلك الماضي على الاستسلام في برلين.

### الحرب الباردة
عد التحرير تم تشكيل الحكومة المؤقتة للجمهورية بقيادة الجنرال شارل ديغول، وضع دستور جديد (13 أكتوبر 1946) تأسيس الجمهورية الرابعة في ظل شكل برلماني للحكومة التي يسيطر عليها سلسلة من التحالفات. خلال السنوات ال 16 التالية من شأنها أن الإمبراطورية الاستعمارية الفرنسية تتفكك.
تأسست إسرائيل عام 1948، وكانت فرنسا واحدة من أشرس المؤيدين للدولة العبرية، إمداده بالأسلحة واسعة النطاق كما كان خلال الحرب العربية الإسرائيلية عام 1948. هناك حاجة للجمهورية الفرنسية في تحالف مع إسرائيل لتأمين قناة السويس من التهديدات المحتملة في سياق تصفية الاستعمار.
في الهند الصينية كانت الحكومة الفرنسية التي تواجه المتمردين فييت مينه الشيوعية وفقدت مستعمراتها الهند الصينية خلال حرب الهند الصينية الأولى في عام 1954 بعد معركة ديان بيان فو. تم تقسيم فيتنام في ولايتين في حين قدمت كمبوديا ولاوس مستقل. فرنسا اليسار الهند الصينية فقط لتحل محلها هناك من قبل الولايات المتحدة، والذي سيتم قريبا تشارك في حرب فيتنام الطويلة.
في عام 1956 ضربت أزمة أخرى المستعمرات الفرنسية، وهذه المرة في مصر. تعود بعد أن تم حفر قناة السويس، من قبل الحكومة الفرنسية، إلى الجمهورية الفرنسية والتي تديرها UNIVERSELLE كمبني دو دو قناة السويس البحرية. كانت بريطانيا اشترت حصة الجانب المصري من إسماعيل باشا، وكان صاحب ثاني أكبر من القناة قبل وقوع الأزمة. تأميم الرئيس المصري جمال عبد الناصر قناة السويس على الرغم من المعارضة الفرنسية والبريطانية، وأنه يقدر على إجابة الأوروبي كان من غير المرجح أن يحدث. هاجمت بريطانيا العظمى وفرنسا ومصر بنيت في تحالف مع إسرائيل ضد عبد الناصر. هاجمت إسرائيل من الشرق، وبريطانيا من قبرص وفرنسا من الجزائر. هزمت مصر، الدولة العربية الأكثر نفوذا في ذلك الوقت، في بضعة أيام فقط.
تسبب في أزمة السويس غضبا من السخط في العالم العربي كله والمملكة العربية السعودية وضع حظرا على النفط في فرنسا وبريطانيا. اضطر الرئيس الأميركي دوايت أيزنهاور لوقف إطلاق النار عندما هدد لبيع جميع الأسهم الأمريكية لليرة البريطانية وتعطل الاقتصاد البريطاني. وقد تقاعد من القوات البريطانية من الصراع، وإسرائيل، بعد أن ضبطت مصالح في المنطقة سيناء، انسحب تاركا قريبا فرنسا وحدها في مصر. تحت ضغوط سياسية أقوى من الحكومة الفرنسية في نهاية المطاف اجلاء قواتها من السويس. وكانت هذه هزيمة سياسية كبرى بالنسبة لفرنسا والتهديدات الاميركية خلال الحرب وردت باستياء من قبل الرأي العام الشعبي الفرنسية. أدى هذا مباشرة، وكانت تستخدم كنقطة، إلى انسحاب الفرنسية من القيادة العسكرية المتكاملة لحلف شمال الأطلسي في عام 1966. وكان آخر نتيجة لهذه الخسارة الفرنسية في المصالح الجيوسياسية في المنطقة، وهذا يعني تحالف مع إسرائيل لم يعد أي استخدام للدبلوماسية الفرنسية.
وانتخب الجنرال ديغول رئيسا في عام 1958، وحققت الفرنسية قوة دي مخفوق الحليب بالأيس كريم، والطاقة النووية، من أولويات الدفاع الفرنسية. فرنسا ثم اعتمدت الردع دو faible مذهب حصن الاتحاد الأفريقي وهو ما يعني هجوم سوفياتي في فرنسا سوف تجلب سوى الدمار الكامل لكلا الجانبين.

### مابعد الحرب الباردة
بعد سقوط الاتحاد السوفياتي ونهاية الحرب الأخطار المحتملة الباردة إلى فرنسا البر الرئيسى ظهر انخفاضا كبيرا. وبدأت فرنسا في تقليص قدراتها النووية، وألغي التجنيد الإجباري في عام 2001. في عام 1990 وفرنسا، وانضمت بقيادة فرانسوا ميتران، في فترة قصيرة حرب الخليج ضد العراق، سوف يطلق عليه المشاركة الفرنسية في هذه الحرب اللهاة العملية.
لكن، على الرغم من انتهاء الحرب الباردة، وسوف حارب حقيقة الصراعات في المستقبل بعيدا عن المنزل، لا تزال هناك تهديدات ضد فرنسا القارية في شكل من اشكال الإرهاب. في عام 1994 تم اختطاف طائرة الخطوط الجوية الفرنسية 8969 من قبل الإرهابيين بقصد يشتبه في تحطم الطائرة فوق باريس. وكان اختطاف فاشلة لمجموعة إرهابية، والمعروفة باسم الجماعة الإسلامية المسلحة بعد تدخل من GIGN في مرسيليا، حيث كان مبررا كافيا للطائرة. وقوع المزيد من الهجمات الارهابية يحدث وهذه بلغت ذروتها في تفجير مترو باريس 1995. وهبط الزعماء مهم من الجماعة الإسلامية المسلحة في فرنسا بعد ذلك: قتل Kelkal خالد في ليون من قبل EPIGN وألقي القبض على رشيد رمضة في لندن على الرغم من أنه استغرق عشر سنوات من أجل العدالة الفرنسية أن يكون تسليمه.
تولى جاك شيراك منصب الرئيس في 17 أيار 1995، بعد حملة تركزت على ضرورة مكافحة معدل البطالة في فرنسا مرتفعة بعناد. في حين أن فرنسا لا تزال يقدسون تاريخها الغني والاستقلال، والقادة الفرنسيون ادراك التعادل على نحو متزايد في المستقبل لفرنسا لدى التطوير المستمر للاتحاد الأوروبي. في عام 1992 صادقت فرنسا على معاهدة ماستريخت تأسيس الاتحاد الأوروبي. في عام 1999، تم إدخال اليورو ليحل محل الفرنك الفرنسي. وراء عضوية الاتحاد الأوروبي، كما تشارك فرنسا في العديد من المشاريع الأوروبية المشتركة مثل ايرباص، ونظام تحديد المواقع غاليليو والفيلق الأوروبي و.
كان الفرنسيون قد وقفت من بين أقوى المؤيدين لسياسة حلف شمال الأطلسي والاتحاد الأوروبي في منطقة البلقان لمنع الإبادة الجماعية في يوغوسلافيا. انضم إلى القوات الفرنسية في قصف حلف شمال الأطلسي 1999 من جمهورية يوغوسلافيا الاتحادية. فرنسا كما تشارك بنشاط ضد الإرهاب الدولي. في قاعدة التحالف عام 2002، أي الاستخبارات مكافحة الإرهاب الدولي المركز، وقد تم تأسيسها سرا في باريس. في العام نفسه ساهمت فرنسا في الإطاحة بنظام طالبان في أفغانستان، لكنه رفض بشدة غزو العراق عام 2003، بل وتهدد باستخدام حق النقض ضد في coners المركزية في قرار الولايات المتحدة المقترحة.
اعيد انتخاب جاك شيراك في عام 2002، ويرجع ذلك أساسا هزم على منافسته الاشتراكية ليونيل جوسبان، من قبل الجناح اليميني المتطرف مرشح لوبان جان ماري. ضربت فرنسا من قبل فترة طويلة من الاضطرابات المدنية في عام 2005 بعد وفاة اثنين من المراهقين. في نهاية فترة ولايته الثانية الفرنسي جاك شيراك اختار عدم ترشيح نفسه مرة أخرى في سن ال 74.
انتخب وزير مجلس الوزراء ومنافسه نيكولا ساركوزي وتولى مهام منصبه في 16 مايو 2007. مشكلة ارتفاع معدل البطالة لا يزال يتعين حلها. في عام 2008، كانت فرنسا من أوائل الدول التي تعترف بكوسوفو كدولة مستقلة.
في عام 2012 نشرت ساركوزي لاعادة انتخابه لكنه هزم من قبل فرانسوا هولاند الذي دافع عن سياسة النمو وعلى النقيض من سياسة التقشف التي تدعو انجيلا ميركل في ألمانيا وسيلة لمعالجة أزمة الديون السيادية الأوروبية.

## مزيد من القراءة

### مسوح ومراجع
- Pierre Goubert. The Course of French History (1991), standard French textbook excerpt and text search; also complete text online
- Haine, W. Scott. The History of France (2000), 280 pp. textbook. and text search; also online edition
- Jones, Colin, and Emmanuel Le Roy Ladurie. The Cambridge Illustrated History of France (1999) excerpt and text search
- McMillan, James F. Twentieth-Century France: Politics and Society in France 1898-1991 (2009)
- Popkin, Jeremy D. A History of Modern France (2005), 384pp; textbook coverage from 1750s; excerpt and text search
- Price, Roger. A Concise History of France (1993) excerpt and text search
- Raymond, Gino. Historical Dictionary of France (2nd ed. 2008) 528pp

### التاريخ الاجتماعي والاقتصادي والثقافي
- Ariès, Philippe. Centuries of Childhood: A Social History of Family Life (1965)
- Beik, William. A Social and Cultural History of Early Modern France (2009) excerpt and text search
- Caron, François. An Economic History of Modern France (1979) online edition
- Charle, Christophe. A Social History of France in the 19th century (1994)
- Dormois, Jean-Pierre. The French Economy in the Twentieth Century (2004) excerpt and text search
- Dunham, Arthur L. The Industrial Revolution in France, 1815-1848 (1955) online edition
- Hewitt, Nicholas, ed. The Cambridge Companion to Modern French Culture (2003) excerpt and text search
- Heywood, Colin. The Development of the French Economy 1750-1914 (1995) excerpt and text search
- McMillan, James F. France and Women 1789-1914: Gender, Society and Politics (Routledge, 2000) 286 pp.
- McPhee, Peter. A Social History of France, 1789-1914 (2nd ed. 2004)

### العصور الوسطى
- Duby, Georges. France in the Middle Ages 987–1460: From Hugh Capet to Joan of Arc (1993), survey by a leader of the Annales School excerpt and text search
- Bloch, Marc. Feudal Society: Vol 1: The Growth and Ties of Dependence (1989); Feudal Society: Vol 2: Social Classes and Political Organisation(1989) excerpt and text search
- Bloch, Marc. French Rural History an Essay on Its Basic Characteristics (1972)
- Le Roy Ladurie, Emmanuel. Montaillou: Cathars and Catholics in a French Village, 1294–1324 (1978) excerpt and text search
- Le Roy Ladurie, Emmanuel. The Peasants of Languedoc (1966; English translation 1974) text search
- Potter, David. France in the Later Middle Ages 1200–1500, (2003) excerpt and text search

### الحديثة المبكرة
- Holt, Mack P. Renaissance and Reformation France: 1500–1648 (2002) excerpt and text search
- Potter, David. A History of France, 1460–1560: The Emergence of a Nation-State (1995)

### النظام القديم
- Doyle, William. Old Regime France: 1648–1788 (2001) excerpt and text search
- Goubert, Pierre. Louis XIV and Twenty Million Frenchmen (1972), social history from Annales School
- Jones, Colin. The Great Nation: France from Louis XV to Napoleon (2002) excerpt and text search
- Le Roy Ladurie, Emmanuel. The Ancien Regime: A History of France 1610–1774 (1999), survey by leader of the Annales School excerpt and text search
- Lynn, John A. The Wars of Louis XIV, 1667–1714 (1999) excerpt and text search
- Roche, Daniel. France in the Enlightenment (1998), wide-ranging history 1700-1789 excerpt and text search
- Wolf, John B. Louis XIV (1968), the standard scholarly biography online edition

#### التنوير
- Baker, Keith Michael. Inventing the French Revolution: Essays on French Political Culture in the Eighteenth Century. 1990. excerpt and text search
- Blom, Philipp. Enlightening the World: Encyclopédie, the Book That Changed the Course of History. 2005. 416 pp. excerpt and text search
- Chisick, Harvey. Historical Dictionary of the Enlightenment. 2005. 512 pp
- Davidson, Ian. Voltaire. A Life (2010). ISBN 978-1-84668-226-1
- Delon, Michel. Encyclopedia of the Enlightenment (2001) 1480pp
- Goodman, Dena. The Republic of Letters: A Cultural History of the French Enlightenment (1994) 338 pp online edition
- Hazard, Paul. European thought in the eighteenth century: From Montesquieu to Lessing (1965)
- Kaiser, Thomas E. "This Strange Offspring of Philosophie: Recent Historiographical Problems in Relating the Enlightenment to the French Revolution." French Historical Studies 15 (Spring 1988): 549–62. <549:TSOOPR>2.0.CO;2-C in JSTOR
- Kors, Alan Charles. Encyclopedia of the Enlightenment (4 vol. 1990; 2nd ed. 2003), 1984pp excerpt and tyext search
- Roche, Daniel. France in the Enlightenment. 1998. 736 pp.
- Spencer, Samia I., ed. French Women and the Age of Enlightenment. 1984.
- Vovelle, Michel and Cochrane, Lydia G., eds. Enlightenment Portraits. 1997. 456 pp.
- Wilson, Arthur. Diderot. 1972.

### الثورة
- Andress, David. French Society in Revolution, 1789–1799 (1999)
- Doyle, William. The Oxford History of the French Revolution (1989). online complete edition; also excerpt and text search
- Doyle, William. The French Revolution: A Very Short Introduction. (2001), 120pp; online edition
- Forrest, Alan. The French Revolution and the Poor (1981)
- Fremont-Barnes, Gregory. ed. The Encyclopedia of the French Revolutionary and Napoleonic Wars: A Political, Social, and Military History (ABC-CLIO: 3 vol 2006)
- Frey, Linda S. and Marsha L. Frey. The French Revolution. (2004) 190pp online edition
- Furet, François. The French Revolution, 1770–1814 (1996) excerpt and text search
- Furet, François and Mona Ozouf, eds. A Critical Dictionary of the French Revolution (1989), 1120pp; long essays by scholars; conservative perspective; stress on history of ideas excerpt and online search from Amazon.com
- Hampson, Norman. Social History of the French Revolution (2006)
- Jones, Colin. The Longman Companion to the French Revolution (1989)
- Jones, Colin. The Great Nation: France from Louis XV to Napoleon (2002) excerpt and text search
- Jones, Peter. The Peasantry in the French Revolution (1988)
- Lefebvre, Georges. The French Revolution (1962)
- Lucas, Colin. ed., The Political Culture of the French Revolution (1988)
- Neely, Sylvia.  A Concise History of the French Revolution (2008)
- Palmer, Robert R. The Age of the Democratic Revolution: A Political History of Europe and America, 1760–1800. (2 vol 1959), highly influential comparative history; vol 1 online
- Paxton, John. Companion to the French Revolution (1987), hundreds of short entries.
- Schwab, Gail M., and John R. Jeanneney, eds. The French Revolution of 1789 and Its Impact (1995) online edition
- Scott, Samuel F. and Barry Rothaus. Historical Dictionary of the French Revolution, 1789–1799 (2 vol 1984), short essays by scholars
- Schama, Simon. Citizens. A Chronicle of the French Revolution (1989), highly readable narrative by scholar excerpt and text search
- Sutherland, D.M.G. France 1789–1815. Revolution and Counter-Revolution (2nd ed. 2003, 430pp) excerpts and online search from Amazon.com
- Tocqueville, Alexis de. The Old Regime and the Revolution (1856; 2010)

### نابليون
- Emsley, Clive. Napoleon 2003, succinct coverage of life, France and empire; little on warfare
- Englund, Steven. Napoleon: A Political Life. (2004). the best political biography excerpt and text search
- Fisher, Herbert. Napoleon (1913) old classic online edition free
- Fremont-Barnes, Gregory. ed. The Encyclopedia of the French Revolutionary and Napoleonic Wars: A Political, Social, and Military History (ABC-CLIO: 3 vol 2006)
- Grab, Alexander. Napoleon and the Transformation of Europe. (2003), maps; excellent synthesis
- Harold, J. Christopher. The Age of Napoleon (1963) popular history stressing empire and diplomacy
- Markham, Felix. Napoleon 1963. online edition
- McLynn, Frank. Napoleon: A Biography (2003) stress on military
- Nafziger, George F. Historical Dictionary of the Napoleonic Era. 2002.
- Nicholls, David. Napoleon: A Biographical Companion. 1999.
- Thompson, J. M. Napoleon Bonaparte: His Rise and Fall (1954), scholarly, well-balanced in topics, but pro-Britain

#### الترميم: 1815-1870
- Agulhon, Maurice. The Republican Experiment, 1848–1852 (The Cambridge History of Modern France) (1983) excerpt and text search
- Echard, William E. Historical Dictionary of the French Second Empire, 1852–1870 (1985) online edition
- Jardin, Andre, and Andre-Jean Tudesq. Restoration and Reaction 1815–1848 (The Cambridge History of Modern France) (1988)
- Plessis, Alain. The Rise and Fall of the Second Empire, 1852–1871 (The Cambridge History of Modern France) (1988) excerpt and text search
- Price, Roger. A Social History of Nineteenth-Century France (1987) 403pp. 403 pgs. online edition

#### الجمهورية الثالثة: 1871-1940
- Bernard, Philippe, and Henri Dubief. The Decline of the Third Republic, 1914–1938 (The Cambridge History of Modern France) (1988) excerpt and text search
- Bury, J. P. T. France, 1814-1940 (2003) ch 9-16
- Kedward, Rod. France and the French: A Modern History (2007) pp 1–245
- Lehning, James R.; To Be a Citizen: The Political Culture of the Early French Third Republic (2001) online edition
- Mayeur, Jean-Marie, and Madeleine Rebirioux. The Third Republic from its Origins to the Great War, 1871–1914 (The Cambridge History of Modern France) (1988) excerpt and text search
- Price, Roger. A Social History of Nineteenth-Century France (1987) 403pp. 403 pgs. complete text online at Questia
- Robb, Graham. The Discovery of France: A Historical Geography, from the Revolution to the First World War (2007)
- Weber, Eugen. Peasants into Frenchmen: The Modernization of Rural France, 1870–1914 (1976) excerpt and text search
- Zeldin, Theodore. France, 1848–1945 (2 vol. 1979), topical approach

##### الحرب العالمية الأولى
- Greenhalgh, Elizabeth. Victory through Coalition: Britain and France during the First World War (Cambridge University Press, 2005) 304pp
- Tucker, Spencer, ed. European Powers in the First World War: An Encyclopedia (1999)
- Winter, J. M. Capital Cities at War: Paris, London, Berlin, 1914–1919 (1999)

#### فيشي (1940-1944)
- Azema, Jean-Pierre. From Munich to Liberation 1938–1944 (The Cambridge History of Modern France) (1985)
- Berthon, Simon. Allies at War: The Bitter Rivalry among Churchill, Roosevelt, and de Gaulle. (2001). 356 pp.
- Funk, Arthur Layton. Charles de Gaulle: The Crucial Years, 1943–1944 (1959) online edition
- Gildea, Robert. Marianne in Chains: Daily Life in the Heart of France During the German Occupation (2004) excerpt and text search
- Jackson, Julian. France: The Dark Years, 1940–1944 (2003) excerpt and text search
- Kersaudy, Francois. Churchill and De Gaulle (2nd ed 1990 482pp
- Lacouture, Jean. De Gaulle: The Rebel 1890–1944 (1984; English ed. 1991), 640pp; excerpt and text search
- Paxton, Robert O. Vichy France 2nd ed. (2001) excerpt and text search

#### الجمهوريات الرابع والخامس (1944 حتى الوقت الحاضر)
- Berstein, Serge, and Peter Morris. The Republic of de Gaulle 1958–1969 (The Cambridge History of Modern France) (2006) excerpt and text search
- Berstein, Serge, Jean-Pierre Rioux, and Christopher Woodall. The Pompidou Years, 1969–1974 (The Cambridge History of Modern France) (2000) excerpt and text search
- Bourg, Julian ed. After the Deluge: New Perspectives on the Intellectual and Cultural History of Postwar France (2004) 426 pp. ISBN 978-0-7391-0792-8.
- Cerny, Philip G. The Politics of Grandeur: Ideological Aspects of de Gaulle's Foreign Policy. (1980). 319 pp.
- Hauss, Charles. Politics in Gaullist France: Coping with Chaos (1991) online edition
- Kedward, Rod. France and the French: A Modern History (2007) pp 310–648
- Kolodziej, Edward A. French International Policy under de Gaulle and Pompidou: The Politics of Grandeur (1974) online edition
- Lacouture, Jean. De Gaulle: The Ruler 1945–1970 (1993)
- Northcutt, Wayne. Historical Dictionary of the French Fourth and Fifth Republics, 1946–1991 (1992)
- Rioux, Jean-Pierre, and Godfrey Rogers. The Fourth Republic, 1944–1958 (1989) (The Cambridge History of Modern France)
- Williams, Charles. The Last Great Frenchman: A Life of General De Gaulle (1997) excerpt and text search
- Williams, Philip M. and Martin Harrison. De Gaulle's Republic (1965) online edition نسخة محفوظة 28 يونيو 2011 على موقع واي باك مشين.

## كتابة التاريخ
- Offen, Karen. "French Women's History: Retrospect (1789–1940) and Prospect," French Historical Studies (2003) 26#4 pp 757+
- Symes, Carol. "The Middle Ages between Nationalism and Colonialism," French Historical Studies (Winter 2011) 34#1 pp 37–46
- Thébaud, Françoise. "Writing Women's and Gender History in France: A National Narrative?" Journal of Women's History – Volume 19, Number 1, 2007, pp. 167–172 in مشروع ميوز  [لغات أخرى]‏

## وصلات خارجية
- History of France by French Ministry of Foreign Affairs
- History of France, from Prehistory to Nowadays (in French + English translation)
- History of France, from Middle Ages to XIXe century (in French)
- History of France: Primary Documents (English interface)
- Simon Kitson's Vichy webpage
- "Becoming France," David Bell, The New Republic, 1 April 2009 (in English)
- France history facts (in English)